# Дом Наркомфина

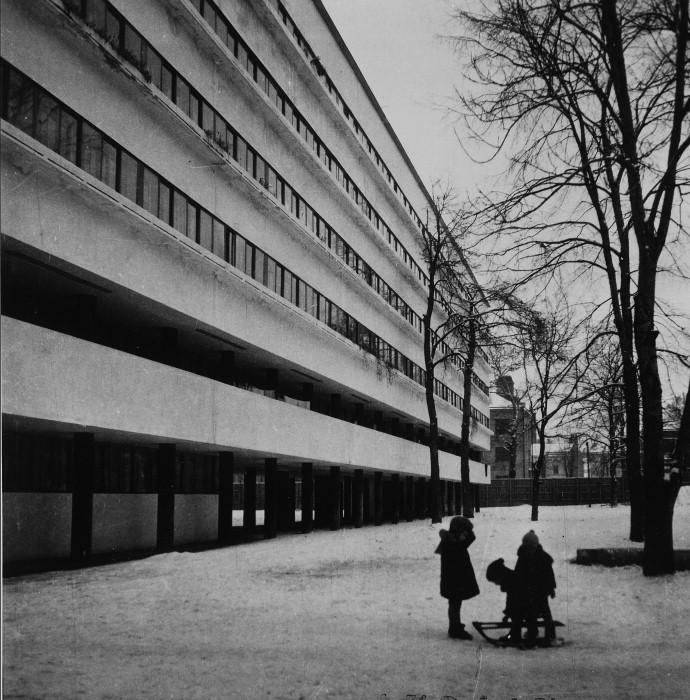
Восточный фасад дома Наркомфина. Снимок Роберта Байрона, зима 1931-1932 гг. В правой, северной части здания — свободное для прохода пространство первого этажа в парк за домом (восстановлено при реставрации 2019—2020 годов), парк не сохранился

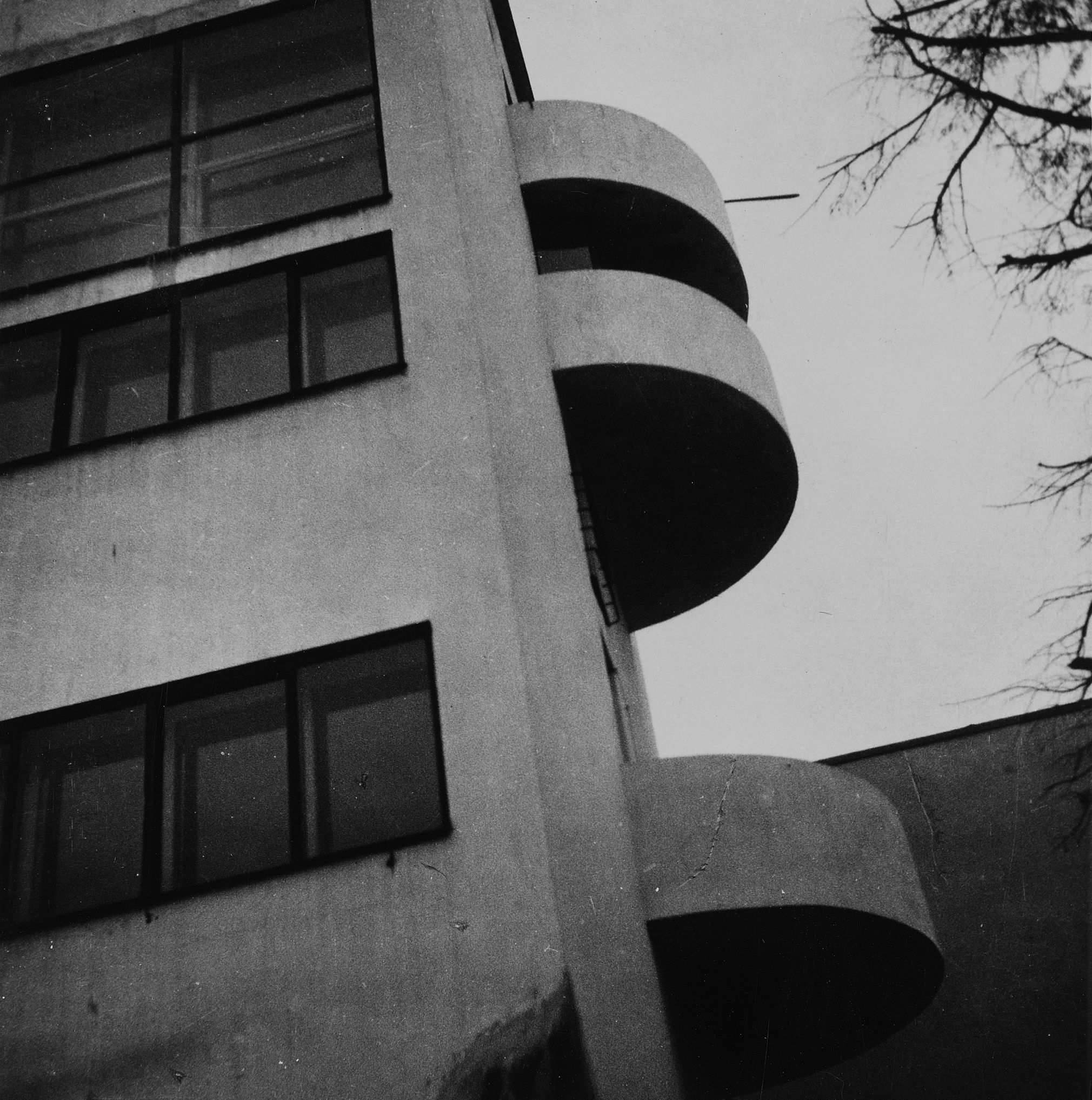
Фрагмент южного торцевого фасада с полукруглыми балконами. Фото Роберта Байрона. Немецкий источник указывают на квартиру с двумя верхними балконами как принадлежавшую А. Дейнеке

Дом Наркомфи́на — один из знаковых памятников архитектуры советского авангарда и конструктивизма. Построен в 1928—1930 годах по проекту архитекторов Моисея Гинзбурга, Игнатия Милиниса и инженера Сергея Прохорова для работников Народного комиссариата финансов СССР (Наркомфина). Автор замысла дома Наркомфина М. Я. Гинзбург определял его как «опытный дом переходного типа». Дом находится в Москве по адресу: Новинский бульвар, дом 25, корпус 1.
С 1980-х годов дом находился в аварийном состоянии, был трижды включён в список «100 главных зданий мира, которым грозит уничтожение». В 1986 начато исследование и работа над проектом реставрации дома по инициативе Владимира Гинзбурга; в 1998 году проект отмечен первой премией фестиваля «Зодчество». В 2016—2020 годах дом отреставрирован по проекту АБ «Гинзбург Архитектс». Результаты исследования и реставрации опубликованы. Сейчас Дом Наркомфина — и  памятник архитектуры, и жилой дом.
В 2021 году Музей современного искусства «Гараж» инициировал масштабное исследование Дома Наркомфина, в том числе истории жизни его создателей и обитателей на протяжении почти ста лет. Полученное знание становится основой экскурсионных маршрутов, публикаций, разнообразных публичных и просветительских проектов, выстроенных вокруг легендарного дома. Помимо этого, для жильцов дома, патронов Музея и владельцев карт GARAGE доступно кафе Дома Наркомфина, а на первом этаже жилого корпуса открылся книжный магазин.

## История создания дома Наркомфина

### ОСА и Стройком
Дом Наркомфина, или 2-й дом Совнаркома (СНК) РСФСР, стал одним из экспериментальных домов, построенных по результатам теоретических исследований Секции типизации Стройкома РСФСР, созданной по инициативе М. Я. Гинзбурга и работавшей под его руководством в 1928—1929 годы (в работе также участвовали входившие в объединение ОСА М. О. Барщ, В. Н. Владимиров, А. Л. Пастернак, Г. Р. Сум-Шик). Как сказано в монографии Йоганнеса Крамера «Das Narkomfin Kommunehaus In Moskau 1928—2012», «аналогичные устремления существовали в то же время и в Германии, где этими вопросами занимался Исследовательский институт экономической эффективности в строительстве и жилищном хозяйстве (RfG), хотя полученные им результаты были менее радикальными и менее призрачными».
Учреждению секции предшествовала работа в 1928 году комиссии Стройкома по отбору типовых проектов жилья для строительства. Комиссия пришла к выводу, что большинство известных на тот момент проектов не может быть использовано как типовые, поэтому для разработки типовых проектов была создана Секция типизации. Подготовкой для работы над новым форматом жилья также стала работа над домом Госстраха на Малой Бронной (1926—1927, М. Я. Гинзбург и В. Н. Владимиров) и конкурс на «эскизный проект жилого дома трудящихся», проведённый журналом «Современная архитектура» (Гинзбург подал на конкурс проект «Коммунального дома А-1»). Выставка проектов конкурса состоялась в июне 1927 года.
Результаты исследования секции М. Я. Гинзбург доложил на пленуме Стройкома РСФСР, где было принято постановление, рекомендовавшее несколько разработанных жилых ячеек к массовому строительству, а остальные — к опытно-показательному, начиная с 1928 года. Согласно этому постановлению было построено шесть «экспериментальных коммунальных домов переходного типа» в Москве, Свердловске и Саратове. Все они служили для проверки результатов теоретических исследований Секции типизации и были созданы в рамках финансировавшейся государством программы экспериментального строительства 1929 года. Проект дома Наркомфина создан в 1928—1929 годы, строительство велось в 1929—1930 годы.
С. О. Хан-Магомедов называет дом Наркомата финансов самым интересным из шести экспериментальных домов.

### СотрудничествоМ. Я. ГинзбургаиН. А. Милютина
Заказчиком жилого комплекса выступал нарком финансов РСФСР (1924—1929) Н. А. Милютин, известный как автор схем социалистического расселения и градостроительных концепций соцгорода, он же определил функциональные характеристики будущего здания. Сотрудничество наркома Н. А. Милютина и архитектора М. Я. Гинзбурга началось несколько раньше, на строительстве дома Госстраха (1926—1927), — Милютин был инициатором строительства двух домов Госстраха в Москве. Идеи Н. А. Милютина об устройстве жилища воплотились при создании дома Наркомфина (Дома-парохода, или 2-го дома СНК).
По теории Милютина, «значительное повышение жизненного уровня рабочих и развитие обобществлённых форм обслуживания бытовых нужд трудящихся (общественное питание, ясли, детские сады, клубы и т. п.) постепенно уничтожают значение семьи как хозяйственного соединения. Этот процесс неизбежно приведёт, в конечном счёте, к полной переделке семейных форм общежития. <…> Задача раскрепощения женщины от мелкого домашнего хозяйства и вовлечение её в производство заставляет нас ставить вопрос о всемерном содействии этому процессу».
Задача реализации этих принципов и была поставлена перед авторами проекта. Согласно Е. Милютиной, это был дом «нового быта».
Сметная стоимость строительства составила 10 млн рублей. Строительство жилого корпуса осуществлялось под наблюдением комиссии, возглавлявшейся Н. А. Милютиным. Коммунальный корпус и корпус прачечной строились без утверждённых чертежей.

## Идеология «опытного коммунального дома переходного типа»

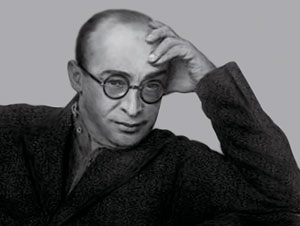
Архитектор Моисей Гинзбург. Фото М. С. Наппельбаума (1930-е годы)

Идеи, связанные с планировочной и объёмной структурой, так же как и с функциональным наполнением дома, изложены в публикациях журнала «Современная архитектура», докладе М. Я. Гинзбурга на пленуме Стройкома, а также в его книге «Жилище».
Секция типизации Стройкома РСФСР ставила перед собой задачи разработки экономичного решения проблемы жилья без потери его качества и даже с повышением комфорта, в частности, благодаря естественному освещению не только жилых, но и подсобных зон, в т. ч. коридоров.
Гинзбург критически оценивал так называемое моссоветовское строительство («массовое жилищное строительство Москвы первых лет после революции»), считал «экономический эффект» доходного дома более высоким. Поэтому работа Секции началась с анализа типологии «дореволюционного «доходного дома» и её оптимизации.

Так М.Я. Гинзбург писал об этой работе в свой книге «Жилище»:
Работа была начата с анализа ряда типов жилья в дореволюционном, так называемом «доходном доме». Анализ показал, что этот тип жилья при всем своем культурном убожестве и известной степени удовлетворял интересам средней и мелкой буржуазии и притом давал экономический эффект более высокий, чем например массовое жилищное строительство Москвы первых лет после революции.  
По словам Виктора Бухли, дом Наркомфина был домом переходного типа от «буржуазного дома» к «социалистической коммуне», и, хотя содержал в себе ранее существовавшие «буржуазные» квартиры (ячейки K и 2F), был структурирован таким образом, чтобы облегчить переход индивида к полностью социализированной жизни (в ячейках F).
Авторы сохраняли объём и высоту жилых помещений, урезая как площадь, так и высоту подсобных. Были удалены вторые лестницы и комнаты домработниц, уменьшены передние, ванные, спальни и кухни, причём последние — как по площади, так и в высоту. «Уплотнение» подсобных зон компенсировалось большей высотой хорошо освещённых гостиных. Рассчитывались пропорции квартир, оптимальные траектории движения человека внутри и схемы эффективной расстановки мебели. Приведённые в книге расчёты эффективности использования жилого пространства построены на рассмотрении отношения кубатуры к жилой площади квартир и параметра k (k=W/P, соотношение общей кубатуры здания к полезной площади жилых ячеек).
Секция Стройкома разработала несколько типов квартир-ячеек разного размера, названных буквами от A до F, причём в маленьких ячейках F размещалась душевая кабина, в больших ячейках А — ванна. Также был разработан «кухонный элемент» сокращённой площади, закрывающийся складной дверью-ширмой. Кухонные элементы были реализованы в доме на Гоголевском бульваре. Почти все созданные тематические жилые дома так называемого «переходного типа» предусматривали наличие завершённых индивидуальных квартир-ячеек и коммунальных зон для постепенного перехода к новому коллективному образу жизни.
Одной из ключевых позиций М. Я. Гинзбурга было создание изолированных квартир для отдельных семей: «Архитекторы Секции типизации пришли к выводу, что в условиях тех лет решение жилищной проблемы неотделимо от разработки типовых проектов экономичной малометражной (в первую очередь однокомнатной) квартиры для отдельных семей. Гинзбург рассматривал жилую ячейку будущего как предельно ужатую и экономную, но традиционную по структуре квартиру на одну семью. Пусть даже однокомнатную, но с индивидуальными кухней и ванной. В этом Гинзбург и его сотрудники-единомышленники были согласны с европейскими архитекторами, решавшими те же задачи, — Ле Корбюзье, Эрнстом Маем, Бруно Таутом, Ханнесом Майером.

В работе Секции Стройкома, как и в выступлениях М. Я. Гинзбурга, отразилась борьба идеи экономичного, но комфортного дома с отдельными квартирами и общественным сервисом — с развивавшейся параллельно в тот же период идеей дома-коммуны (того же Стройкома) с полным обобществлением быта. М. Я. Гинзбург противопоставлял свой «коммунальный дом переходного типа» практике домов-коммун и жёстко критиковал последнюю. По словам М. Я. Гинзбурга, «коммунальный дом» должен «способствовать быстрейшему безболезненному переходу к более высоким формам хозяйства». Именно для этого был запланирован развитый коммунальный блок с функциями общественного питания, стирки, уборки и присмотра за детьми — так же, как и минимальный размер кухонь в квартирах. Между тем М. Я. Гинзбург подчёркивает: 
«мы сочли совершенно необходимым создание ряда моментов, стимулирующих переход на более высокую форму социально-бытового уклада, но не декретирующих этот переход».
 Таким образом, называть «коммунальный дом» Наркомфина «домом-коммуной» принципиально неверно, так как дом Наркомфина был примером реализации идей противников идеологии дома-коммуны и принудительного обобществления быта.
Идеологическое объяснение неизбежности массового коммунального жилья было уже давно придумано в виде идеи «обобществления быта» и принципиального отказа от индивидуальной квартиры как символа мещанского, буржуазного и индивидуалистического хозяйства. Новым стало то, что именно во второй половине 1929 года отказ от семейной квартиры был декларирован на относительно высоком административном уровне (Совнарком РСФСР) и жильё с «обобществлённым бытом» начало в идеологическом смысле официально приобретать характер единственно возможного. Речь теперь могла идти не о коммунальных квартирах с кухнями на несколько семей, а только об общежитиях с общими кухнями и ванными.
Однако существование концепции коммунального дома архитекторов ОСА в контексте идеологии советского государства, в конце 1920-х — начале 1930-х всё более трансформирующейся под влиянием повестки сталинской индустриализации и риска репрессий, потребовало от архитекторов максимума гибкости в озвучивании и продвижении своих идей, что приводит к ряду противоречий в выступлениях разного времени. В частности, уже в 1929 году М. Я. Гинзбург говорит о необходимости «100-процентного обобществления производственных процессов жилья» и называет исполненную в доме НКФ задачу расселения 50 семейств, «всё ещё семейств», — «узкой».
Основной акцент архитекторы сделали на встроенную мебель и компактные сантехнические ячейки. Именно отсюда берёт начало практика совмещения ванной комнаты с туалетом, реализованная во всех семейных квартирах дома Наркомфина и знакомая нескольким поколениям советских людей. «Они пытались сократить лишние движения обитателей квартир, а также считали необходимым предложить им питаться в общественных столовых, мыться в общественных банях, сдавать бельё в механические прачечные, читать и отдыхать в библиотеках и клубах».
Рассматривая дом Наркомфина как опытный, М. Я. Гинзбург не считал его типовым и настаивал на том, что создание типовых проектов жилых домов — путь неправильный, ведущий к «однообразию жилой застройки». Гинзбург считал важной «максимальную гибкость» стандартов и разработку таких стандартных элементов, «которые можно было бы всячески комбинировать <…> варьировать типы жилья, используя одни и те же стандартные элементы»[уточнить].

## Участок
Под строительство дома для работников Наркомата финансов в апреле 1929 года была отведена территория огородов, ранее принадлежавших двум усадьбам, жилые дома которых были выстроены в XIX веке по красной линии Новинского бульвара; в одном из этих домов в 1910—1922 годы жил Ф. И. Шаляпин и сейчас располагается его дом-музей. Территория полого спускается к Пресненскому пруду, который к 1925 году был осушен и засыпан, а питавшая его река Пресня забрана на этом отрезке в трубу.

## Состав жилого комплекса
В проектной документации дом именовался 2-м домом СНК. Согласно проекту, комплекс должен был состоять из четырёх корпусов:
1. жилого, на 50 семей и приблизительно 200 человек (построен);
2. коммунального с кухней, двумя столовыми — крытой внутри и летней на крыше, а также спортзалом и библиотекой (построен, кухня работала в 1930-е годы, продавая еду на вынос; столовая не заработала);
3. отдельное круглое в плане здание детского сада с яслями планировалось в центральной части парка (не реализовано; к 1934 году детский сад разместился в коммунальном корпусе; в книге «Жилище» Гинзбург писал: «вся свободная площадь коммунального корпуса занята детским садом»[33]; просуществовал до 1941 года);
4. «служебный двор», включающий механическую прачечную, сушилку и гараж, был обращён к Новинскому бульвару (реализован; прачечная функционировала, она обслуживала жильцов в 1930-е годы).

## Архитектура

### Пространственная организация комплекса
Основной (жилой) корпус вытянут с севера на юг с небольшим отклонением от меридиональной оси, в глубине участка, в 165 м от Новинского бульвара (Садового кольца). Коммунальный (общественный) корпус расположен под углом 90° к жилому корпусу в его южной части и соединён с ним крытым навесным переходом в уровне второго этажа. Объём прачечной находится в северо-восточной части территории, ближе к Новинскому бульвару и композиционно связывает ансамбль с городом. Согласно первоначальному плану парка, прачечную и коммунальный корпус объединяла диагональная дорожка. Пройдя под жилым корпусом, можно было попасть на видовую площадку.

### Дом Наркомфина и 5 принциповЛе Корбюзье
С. О. Хан-Магомедов отмечает созвучие дома Наркомфина 5 принципам Ле Корбюзье в целом: «здесь есть и столбы, и плоская крыша, и горизонтальные окна, и т. д.» и подчёркивает, что пять принципов были опубликованы в № 1 журнала «Современная архитектура» за 1928 год и взяты «на вооружение сторонниками конструктивизма, в том числе руководителями ОСА», ср.: «Дом Наркомфина стал одной из первых реализаций всех пяти принципов современной архитектуры, выдвинутых европейским мастером». Общение М. Я. Гинзбурга, ОСА и редакции СА с Ле Корбюзье во второй половине 1920-х годов было достаточно интенсивным.

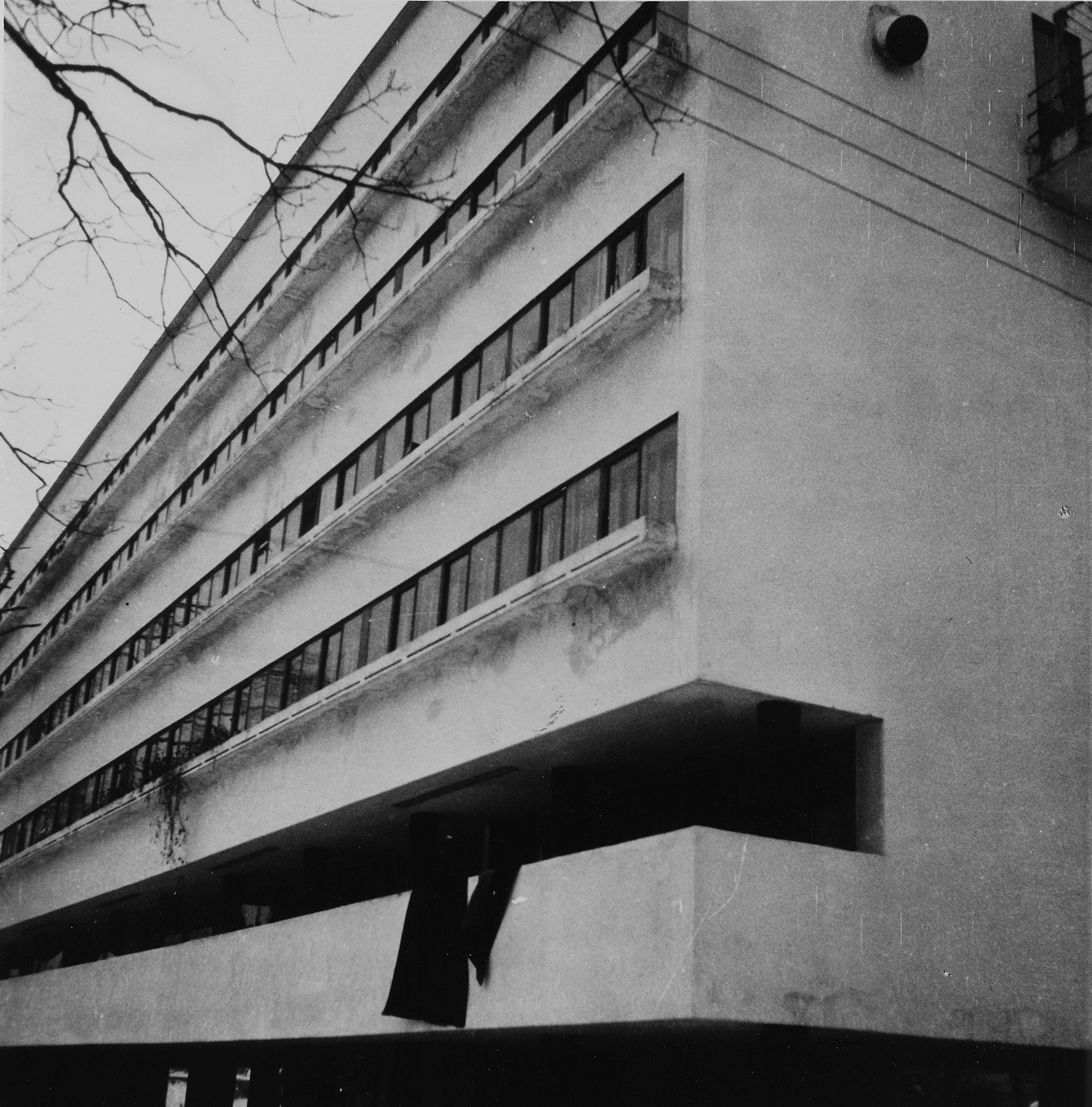
Фрагмент восточного фасада. Открытая галерея второго этажа, с выходом на торцевую, северную часть дома (восстановлен при реставрации 2019—2020 годов). Ящики-цветники под ленточными окнами по всей длине фасада. Фото Роберта Байрона, начало 1930-х

#### Парк и открытый первый этаж
Важной частью ансамбля М. Я. Гинзбург считал парк, спроектированный на прямоугольном участке между объёмом прачечной и жилого корпуса («Весь дом расположен в парке»). Открытый первый этаж, приподнятый на 2,5 м от земли на круглых опорах, М. Я. Гинзбург объяснял, в числе прочего, стремлением «не разрезать домом территории парка».
Помимо парка, М. Я. Гинзбург объясняет открытый первый этаж экономичностью, возможностью преодолеть таким образом неровность участка, а также наименьшей пригодностью первого этажа для жизни и «возможностью оторвать здание от земли, … поднести восприятию человека пространственно чистым и ясным».

#### Внутренняя структура
Жилой корпус — шестиэтажное здание длиной 82,5 м и высотой 17 м, Вдоль восточного фасада сгруппированы спальни и коридоры, вдоль западного гостиные, соответственно спальни получают утреннее солнце, гостиные — вечернее. Ближе к торцам расположены две лестничные клетки, связанные между собой и с квартирами двумя широкими коридорами (4 м в ширину и 2,3 м в высоту) на втором и пятом этажах. Коридоры М. Я. Гинзбург называет горизонтальными артериями и противопоставляет их вертикальным лестницам: коридоры должны были упростить жителям квартир связь с помещениями коммунальных сервисов, а тот факт, что коридоров в доме всего два, позволил сэкономить на нежилых пространствах в противовес жилым. С другой стороны, архитектор трактовал коридоры как общественные пространства («место общественного пребывания»).
Жилой корпус разделён по горизонтали на две части: в нижней половине было предусмотрено размещение семей, которые полностью сохранили свою старую хозяйственно-бытовую структуру, в верхней запланированы квартиры для малосемейных: одного человека или супружескую пару без детей. Соответственно, предполагалось, что нижняя половина корпуса будет постепенно удаляться от индивидуального хозяйства; поэтому в квартирах типа K есть крошечные (4 м²) кухни, которые при необходимости позволяют индивидуально готовить пищу, но которые в своём воплощении уже являются вариантом замены, компромиссного решения.
Верхняя половина с ячейками F имеет подведённый к жилому помещению газ на случай, если здесь также потребуется подключить небольшой кухонный элемент. Кроме того, в конце коридора, соединяющего квартиры этого типа, есть эрзац-кухня, организованная уже в годы войны, где, хотя и в общей зоне, каждая семья может самостоятельно готовить или разогревать еду. Для обеспечения быстрого и безболезненного перехода к более высоким социальным формам домашнего хозяйства, обитателям предлагалось не обязательное, но возможное питание в столовой, стирка белья в прачечной, досуг в библиотеке и воспитание детей в детском саду.

#### Типы ячеек-квартир и их распределение
В доме Наркомфина по трактовке М. Я. Гинзбурга использованы три типа квартир-«ячеек», основанных на разработках Секции типизации Стройкома РСФСР. На втором и третьем этажах расположены 9 двухъярусных квартир типа К площадью 78 м², предназначенные для больших семей. Войти в квартиры типа К можно из коридора в уровне 2 этажа. Коридор соединяет две лестничные клетки и продолжается в том же уровне переходом в коммунальный корпус. С востока к коридору 2 этажа примыкает открытая терраса той же ширины. В ячейках K площадь гостиной, или «жилой комнаты» — 25 м², её высота 5 м. В части, разделённой на два яруса высотой по 2,3 м, внизу расположены: соединённая с коридором терраса, передняя и кухня площадью 4,3 м², вверху две спальни 19,88 и 12,1 м² с ванной и туалетом (совмещёнными). Жилая площадь ячеек K 57—60 м², общая площадь 82—83 м², (площадь квартиры № 11 составляет 100 м²). С момента заселения дома этот тип квартир предназначался для наиболее элитных семей по причине их вместительности, удобства и большей «жилплощади».
Три этажа с 4 по 6 заняли 24 ячейки типа F площадью 35—36 м², рассчитанные на одного человека или на семейную пару без детей. По замыслу архитекторов ячейки F обеспечивают лишь самые основные функции повседневной социализированной жизни: сон в спальных нишах, личная гигиена в душевой кабине и приватные занятия в просторной, высотой 5 м, гостиной. Приготовление и приём пищи, уход за детьми, отдых и развлечения, ранее осуществлявшиеся в дореволюционных формах жилища, были вынесены в коммунальные пространства комплекса. Ячейка F состоит из гостиной высотой 3,6 м, прихожей и санузла при входе и спальной ниши со встроенным шкафом, душевой кабиной и раковиной; высота всех помещений, кроме гостиной, 2,3 м. Ячейки выстроены в два яруса: на западный фасад выходят окна гостиных, на восточный фасад между двумя лентами окон спален в уровне пятого этажа выходит галерея, соединяющая входы всех ячеек типа F, расположенных между лестничными клетками. При выбранной планировке гостиная и спальная ниша открыты друг другу, визуально и пространственно, чем обеспечивалось двухстороннее освещение и проветривание. Единственными закрытыми пространствами квартиры являлись душевая кабина с умывальником и туалет. При необходимости визуальное и физическое разделение спальной ниши и гостиной достигалось карнизом с занавеской, как и предусматривалось одним из вариантов ячейки типа F. В малометражных квартирах F нет кухонь. Отсутствие кухонь, по В. Бачли, служит предельным выражением социализированной жизни и нового быта. Жилая комната оборудована небольшим «кухонным элементом» для подогрева пищи (фактически газовая плита, установленная в жилой комнате).
В торцах дома расположены ячейки 2F: сдвоенные ячейки типа F с ванной вместо душевой кабины и квартиры большего размера, а в южном торце, две увеличенные ячейки K площадью более 100 м², отмеченные на фасаде полукруглыми балконами. Ячейки 2F в целом дублируют структуру ячеек F. В них две гостиных высотой 3,6 м, а также столовая, передняя, ванная, туалет и кухня высотой 2,3 м. М. Я. Гинзбург называет ячейки 2F «в социально-бытовом отношении <…> обычными квартирами с более рациональным распределением высот, а потому и с более интересным пространственным решением», однако ничего не говорит ни о количестве ячеек 2F в доме, их площади, и количестве комнат в них. Виктор Бачли приводит следующие данные. Вдоль каждой лестничной клетки расположены ячейки 2F двух типов: двухуровневые (три квартиры на 6-м этаже), остальные одноуровневые (три квартиры на 4-м этаже). Все комнаты ячеек, по аналогии с дореволюционными квартирами визуально и физически отделены друг от друга стенами и дверными проёмами. Вдоль южной лестничной клетки находятся две «сочленённые ячейки К» (англ. articulated K-units — определение Бачли). Этот тип квартир никогда не упоминался ни в рекомендациях Стройкома РСФСР, ни в работах Гинзбурга, его учеников и комментаторов. Отличается от ячеек К существенно большей площадью, наличием дополнительного туалета и столовой на нижнем уровне, а также большими полукруглыми балконами. Общая площадь торцевых ячеек 2F составляла от 77 (кв. № 14) до 114 м² (кв. № 18, пять комнат).
В южной  части дома на уровне плоской кровли, в седьмом ярусе, располагались комнаты типа общежития, где были реализованы опубликованные Николаем Милютиным в «Соцгороде» жилые ячейки на одного человека. Часть из них — на одного человека, часть — на двух, площадью соответственно 9 и 15 м², высотой 2,6 м, объединённые общим санузлом и душем между каждыми двумя комнатами. Во второй половине 1930-х годов это были уже вполне обособленные квартиры №№ 50 и 51 Наркома земледелия РСФСР Лисицина Н. В. и Управделами СНК Герасимова И. С.
В доме НКФ планировалось не только опробовать новые методы строительства и изучить их эффективность — «в доме Наркомфина сами люди должны были стать частью архитектурных экспериментов. Только так можно понять на самом деле бессмысленное с экономической и организационной точек зрения многообразие различных типов квартир с многочисленными вариантами их исполнения».
По данным Архнадзора, Гинзбург никогда не публиковал осуществлённый вариант планов дома и не упоминал о наличии в нём квартиры Милютина. Поэтому ни в одном из источников времён СССР, как и в российских источниках двух последующих десятилетий не найти достоверных данных о количествах квартир-ячеек F, K и 2F в доме НКФ. Нет таких данных и в монографии Овсянниковой Е. Б. и Милютиной Е. Н. «Жилой комплекс „Дом Наркомфина“, Москва, Новинский бульвар, 25», 2015. Впервые данные по количественному составу разнотипных квартир приведены в монографии Виктора Бачли 1999 года.
Обследование дома Наркомфина, проведённое в 1994 году профессором МАрхИ Еленой Овсянниковой и швейцарскими студентами из Женевы, которыми руководил Жан-Клод Люди (фр. Jean-Claude Ludi), показало, что его внутренняя структура оказалась ещё сложнее, чем было заявлено в проекте. Нестандартные квартиры, как оказалось, были на каждом этаже, хотя большинство их — типовые. Общее число вариантов жилых ячеек могло доходить до одиннадцати (включая помещение для консьержа, «студию» на верхнем этаже, общежитие на кровле, пентхаус самого Милютина и обозначенные квартирами комнаты для прислуги площадью 10—11 м² в торцах жилого корпуса на 4 и 6 этажах, радом с большими квартирами начальства — №№ 13, 16, 45 и 47). В конце коридора пятого этажа (на месте кв. 43) находилась общая кухня, организованная уже в 1940-е годы, а из самого коридора был доступ в чуланы для хранения вещей, не всегда помещавшихся в ячейки «F».
В обстоятельной монографии Йоганнеса Крамера (профессор ТУ Берлин; 2013), содержащей наиболее полные результаты исследований внутренней структуры и компоновочных решений дома Наркомфина отмечено: «Неоднократно упомянутая противоречивость проекта заключается в том, что Гинзбург и Милинис очевидно не могли или не хотели выбрать единую последовательную концепцию организации жилого пространства. Напротив различные типы квартир не только скомпонованы и оборудованы совершенно различно, но и спроектированы для совершенно различных групп пользователей так, что в целом возникла своего рода энциклопедия нового жилья с четырьмя принципиально различными типами квартир, каждая из которых, в свою очередь, имеет собственные варианты исполнения».

#### Архитектура коммунального корпуса
«Обобществлённый», или коммунальный, корпус состоит из объёма лестницы — лаконичного белого параллелепипеда, в западной части, и расположенного за ним основного функционального объёма. В уровне второго этажа к лестнице примыкает навесной переход к жилому корпусу; лестничный объём в своей верхней части выше основного, поскольку кровля решена как эксплуатируемая и лестница обеспечивает выход на неё. Лестница освещена вертикальным окном в её южной стене. Внутреннее пространство основного объёма разделено по высоте на 2 яруса высотой 4,9 и 5,1 м, северный фасад на всю высоту закрыт сплошным витражом, причём контур остекления вынесен вперёд и межярусное перекрытие к стеклу не примыкает. Южная часть коммунального корпуса, приблизительно на треть его глубины разделена на 4 яруса, причём 2 и 4 этажи выходят в примыкающие к ним двухсветные пространства северной части как балконы.

#### Фасады

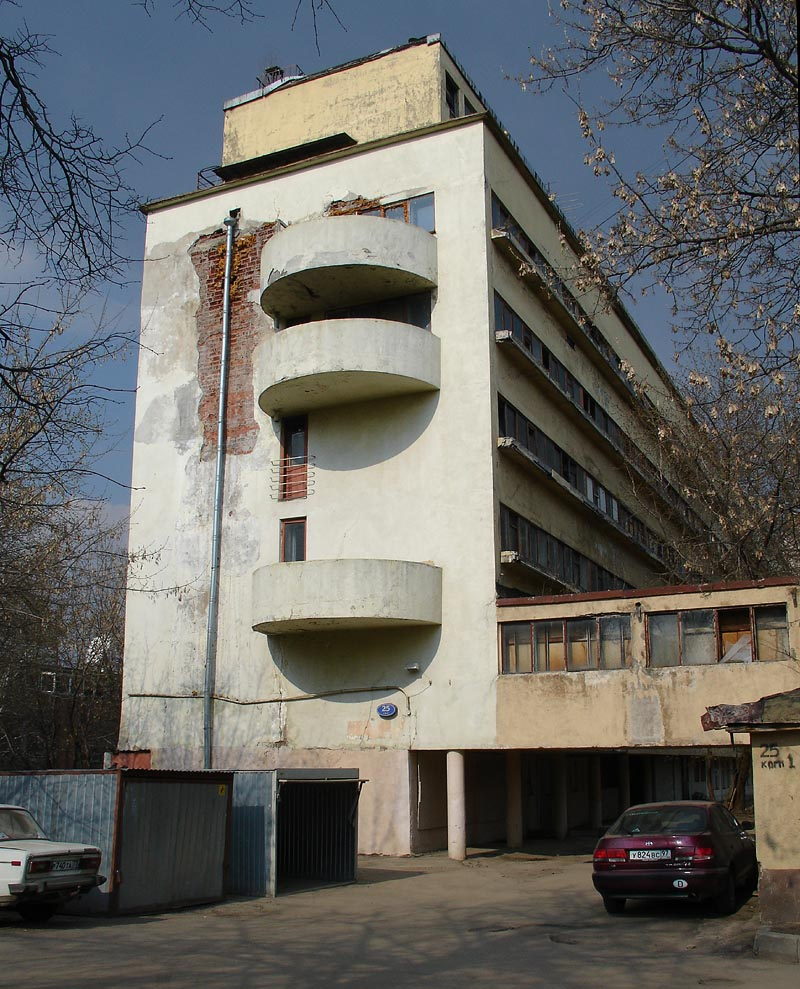
Южный фасад здания. На снимке 2007 года видна оригинальная кирпичная кладка. На кровле — двухуровневая квартира Н. А. Милютина

Лаконичные фасады сочетают белый цвет стен, большие плоскости остекления и открытые в некоторых частях для обозрения круглые колонны чёрного цвета. Фасады отражают внутреннюю структуру дома. На восточном фасаде окна спален, коридора 5 этажа и углубление террасы 2 этажа складываются в горизонтальные ленты. В основании каждой ленты остекления расположены вынесенные вперёд протяжённые «полочки» подставок для цветов с тонкими прорезями водостоков.
На западном фасаде окна гостиных ячеек F складываются в верхней части в две крупные ленты. Несколько более сложную геометрию нижней части определяет структура ячеек K, чередующих большие окна гостиных и окна кухонь меньшего размера. Обе лестничные клетки выходили на западный фасад вертикальными окнами. Северный торцевой фасад лишён окон и оживлён лишь выступом балкона, хорошо освещённый южный решён пластичнее — три выступа полукруглых балконов размещены в уровне третьего, пятого и шестого этажей.

### Конструкции и материалы
Строительство Дома Наркомфина стало площадкой для опытов с передовыми строительными технологиями своего времени, многие из которых уже были известны на Западе, но были адаптированы к реалиям Советской России, прежде всего, в результате экспериментов компании Технобетон, основанной в 1925 году и возглавлявшейся С. Л. Прохоровым, который обладал опытом работы как в России, так и в Германии.
По словам И. А. Казуся, «Кроме «Техбетона», в стране тогда не было другого коллектива, готового к реализации замысла Гинзбурга».
Конструктивная схема дома включает несущий монолитный железобетонный каркас, самонесущие наружные и внутренние стены из бетонитовых камней и перекрытия из монолитного железобетона с заполнением из пустотелых бетонитовых камней. Жилой корпус разделен на три блока двумя деформационными швами. Монолитные ленточные фундаменты имеют различную глубину заложения, разное сечение и армирование в зависимости от состояния грунтов на конкретных участках.

#### Железобетонный каркас
Несущая конструкция всех корпусов — монолитный железобетонный каркас. Для армирования применялась гладкая сталь со спиральной обмоткой. 
«Статическую нагрузку несут круглые железобетонные столбы с арматурой Консидера. В поперечном направлении расстояние между осями 3,50 и 4,50 м. В продольном направлении — 3,75 м. Столбы в продольном и поперечном направлении связаны железобетонными прогонами. В поперечном направлении имеются консоли по обе стороны, дающие общую глубину корпуса 10,15 м. Таким образом почти все столбы оказываются внутри архитектурного пространства, и наружные стены по каждому этажу передают нагрузку столбам через консоли. Толщина столбов 35 см. Наружные стены выполнены из пустотелых шлакобетонных камней типа „Крестьянин“ в полтора камня с засыпкой между камнями 6 см шлака. Общая толщина наружных стен 36 см».

#### Блоки Прохорова
Важным нововведением С. Л. Прохорова стало использование блоков «холодного» бетонитового камня с двумя крупными отверстиями: для междуэтажных перекрытий и внутри вертикальных стен между квартирами и в ограждении лестничных клеток. Пустоты блоков использовали для прокладки канализационных, водосточных и вентиляционных каналов, размещённых внутри здания.
«Холодные» блоки с двумя отверстиями М. Я. Гинзбург называет «обычными для немецкого бетонного строительства» (действительно, они известны, в частности, в практике Баухауса). С. Л. Прохоров организовал производство похожих блоков с крупными отверстиями прямо на стройплощадке дома Наркомфина с использованием станков для производства блоков «Крестьянин», куда подкладывались деревянные вкладыши для изготовления отверстий. Впоследствии они получили название «блоков Прохорова».
В составе межэтажных перекрытий бетонитовые блоки чередовались с балками из армированного бетона. Ширина основных армированных балок, соединяющих колонны, — 40 см, между ними на расстоянии 50—60 см отливались дополнительные балки шириной 10—15 см; между ними с помощью досок специальной опалубки (без гвоздей) укладывали бетонитовые блоки с отверстиями внутри. Перекрытие получалось прочным и лёгким. Такая технология позволяла экономить до 20 процентов бетона по сравнению с монолитной железобетонной плитой.

#### Инженерные коммуникации
Блоки Прохорова позволили спрятать каналы канализации, водоснабжения, вентиляции, а на южном фасаде ливневого стока, в стены и перекрытия, освободив пространство квартир (поверху была проложена только электропроводка). Часть чугунных канализационных труб была проложена в составе перекрытий, в местах стыковки больших и малых квартир-«ячеек» для прокладки канализации использовались сдвоенные балки. Поскольку трубы заливали бетоном вместе с блоками и с арматурой, это повлекло отложенные проблемы с доступом к ним для ремонта во время эксплуатации, который по этой причине не осуществлялся, протечкам и последующей необходимости в разборке и замене части стен во время реставрации.

#### Внешние стены
Каркас колонн позволил снять конструктивную нагрузку с внешних стен, сделав их самонесущими, и позволил использовать ленточные окна, отказавшись от вертикальных простенков. Данный материал напоминает поризованные керамические блоки-«камни» со щелевидными пустотами внутри, широко используемые в современном строительстве, по размерам и другим параметрам. В составе внешних стен блоки укладывали вперевязку в три слоя: снаружи целый блок, затем теплоизоляционный слой шлака толщиной ок. 6 см и кладка в полблока в внутренней стороны. Стена получалась тонкой, 36 см, лёгкой и тёплой. С. Л. Прохоров подчёркивал, что такая конструкция стены позволяет экономить до 25 % бетона, а её теплоизоляционный эффект лучше, чем у кирпичной стены в 2,5 кирпича.

#### Другие экспериментальные материалы
Камышит и соломит, материалы, нередко упоминаемые в связи с Домом Наркомфина и строительством периода авангарда в целом, представляют собой теплоизоляционные материалы — аналог современной минеральной ваты органического происхождения, — из сухой травы или соломы. В доме Наркомфина камышит и соломит были использованы в небольшом количестве, преимущественно для теплоизоляции мест, в которых балки основного каркаса выходят на внешний контур, ради того, чтобы избежать возникновения «мостиков холода».
Фибролит — прессованные плиты из деревянной стружки и опилок, можно считать предтечей современного ДСП[уточнить] или ДВП. В доме Наркомфина фибролит использовался только для межкомнатных перегородок в виде плит 600 х 300 х 60 мм, покрытых слоем штукатурки 15-20 мм. Этот материал не выдержал испытания временем, плиты деформировались и утратили несущую способность.
Ксилолит — покрытие пола из опилок, связанных магнезитом, по эксплуатационным качествам аналогичен цементному наливному полу, но теплее и мягче. В доме Наркомфина толщина напольного покрытия из ксилолита — 2 см, его укладывали в 2 слоя. Покрытие сохранилось и законсервировано в Коммунальном корпусе и на ступеньках лестниц. Ксилолит по-прежнему применяется в интерьерах промышленных помещений.
Плоская гольццементная кровля дома утеплена шлаком и снабжена водостоками, проведёнными в теле внешних стен дома, в частности, на южном торце. Мощение кровли было выполнено бетонными плитками с заполнением из гальки. Примерно 30—35 % плиток сохранилось и законсервировано во время реставрации 2017—2020 годов.
Технологические решения кровли с теплоизоляцией «торфоплитами» из прессованного торфа и гидроизоляцией битумом следовали схеме, разработанной ведущим германским специалистом по плоским крышам Эрнстом Маем.

#### Цветочницы
Ленты цветочниц на восточном фасаде — характерный элемент архитектуры дома. Помимо декоративной, они несли и функциональную нагрузку, поскольку были задуманы для дополнительной защиты стены от влаги. Лотки цветочниц установлены на железобетонных консолях с арматурными выпусками, закрепленными при строительстве во внешней части стен. После монтажа консолей на месте отливали дно и борт лотка. Пунктир цветочниц хорошо виден на старых фотографиях и прочитывается как часть архитектурного решения «ленточного» фасада и находит аналогии на фасадах других зданий периода авангарда.
Согласно замыслу, землю насыпали прямо в цветочницы, а вода полива отводилась через дренажные отверстия на их внешней стороне. В 1950-е — 1960-е годы отверстия заделали, вода стала попадать в трещины между штукатуркой и кладкой стен и вызвала разрушение их поверхности.

### Интерьеры

#### Освещение
Архитекторы дома Наркомфина уделяли большое внимание освещённости внутренних пространств. «Лучшей системой», зрительно расширяющей пространство, М. Я. Гинзбург называет «горизонтальную световую ленту, подтянутую к потолку». При этом по словам архитектора «горизонтальная лента даёт значительно более равномерную освещённость». Расчёты коснулись и оптимальных отрезков стены выше и ниже окна: в обоих случаях оптимальной названа высота простенка 1 м сверху или снизу. Идеальным же решением признано сплошное остекление, апробированное в доме Наркомфина на примере витража коммунального корпуса.

#### Сдвижные окна
Одно из нововведений дома Наркомфина — окна, скользящие по направляющим, сходные с изобретёнными Ле Корбюзье и Пьером Жаннере. Они были «доработаны» с учётом климата. Ленточные окна включали два элемента: подвижные и неподвижные. Неподвижные с железобетонными рамами, подвижные — с дубовыми, скользящими на стальных роликах по стальному направляющему рельсу и прижимающейся к бетону рукояткой с эксцентриком. Места прижима в окне с деревянной рамой были обиты брезентом и войлоком. Внешняя часть неподвижных рам была выполнена из бетона с открытой поверхностью, внутренняя — из сосны и покрашена в белый цвет. Подвижные части были выполнены из некрашеного дуба.

#### Цвет
Эксперименты с цветом в доме Наркомфина стали продолжением опытов, начатых М. Я. Гинзбургом в архитектурной комнате бывшего МВТУ (ныне МГТУ им. Н. Э. Баумана) и признанных автором не очень удачными: «длительное пребывание в этой комнате утомляло». Для работы по подбору цветовых решений квартир дома Наркомфина были приглашены профессор Хиннерк Шепер, который в то время возглавлял в Баухаусе мастерскую малярного дела, а также сотрудничал с российским Малярстроем, и Эрик Борхерт, известный разработками цветовых решений больниц и санаториев. Результаты экспериментов подробно описаны в книге «Жилище». Стены в квартирах не оклеивали обоями, а гладко окрашивали — тёплые гаммы колеров для одних квартир и холодные для других. В квартирах тёплой гаммы для потолка была выбрана светлая охра, для стен лимонно-жёлтый. В холодной гамме для потолка использовали голубой оттенок брауншвейг, стены же были голубоватого и зеленоватого оттенков. В обоих случаях была выбрана менее интенсивная гамма, чем в опыте с комнатой МВТУ.
«Опыты показали, что тёплая гамма пространственно ограничивает объём: холодная же, наоборот, как бы расширяет помещение», — пишет М. Я. Гинзбург. Вывод, сделанный архитекторами из экспериментальной раскраски интерьеров — следует быть чрезвычайно осторожным в выборе цвета, а яркий цвет уместен на потолке, куда мы смотрим не так часто: поэтому основной, более яркий тон в окраске квартир дома Наркомфина применялся именно на потолках.

## Критика проекта
Дому Наркомфина посвящено большое количество публикаций, как в советских, так и в зарубежных источниках. В западных изданиях описания дома Наркомфина нередко сопровождаются определениями «утопия» и «утопический» — «проект дома Наркомфина — продукт утопических мечтаний молодого Советского государства» (англ. utopian housing project). В советских публикациях авторы старались избегать такой трактовки, используя лексику типа «эксперимент», «экспериментальный», «переходного типа» и тому подобной.

### Критика с технической стороны
Согласно результатам реставрационных исследований 2016—2020 годов, полемические высказывания 2000-х о непрочности конструкций и строительных материалов дома оказались неверными. При том что дом не ремонтировали на протяжении более чем 80 лет, он оказался ремонтопригодным. Несущую способность утратили только 2 несущие опоры из 70, небольшой крен оказался легко поправимым, вычинке подлежали только 5—10% всех стен здания. Ужасающее состояние восточного фасада было вызвано заделкой дренажных щелей цветочниц, направившей влагу на штукатурку стен, разрушения на южном фасаде произошли из-за лопнувшей внутри стены трубы ливневого стока, замерзшей из-за того, что дом не обогревался зимой в достаточной мере.
Представление о том, что дом «построен из камышита», категорически неверно, так как камышит — экспериментальный материал, предшественник современных утеплителей из минеральный ваты, в здании использован в небольшом количестве для утепления балок и предотвращения возникновения «мостиков холода». Единственным материалом, который не выдержал испытания временем, оказался фибролит, предшественник стружечных плит, подобных современному ДВП, из которого были сделаны межкомнатные перегородки. Железобетонные конструкции и бетонные блоки Прохорова, напротив, по результатам исследований оказались наделены большим запасом прочности, они соответствуют современным, более жёстким нормативам.
Критический настрой полемических публикаций 1990-х — 2000-х был, вероятно, предопределен, с одной стороны, сиюминутными задачами рынка, с другой стороны — негативным отношением мэра Юрия Лужкова к архитектуре авангарда и модернизма. И, наконец, он был поддержан историческими публикациями и выступлениями самого Моисея Гинзбурга, который рассматривал дом как эксперимент в рамках изучения возможностей развития жилья Новейшего времени и, в качестве экспериментальной постройки, оценивал, стремясь к объективности, как успехи, так и неудачи проекта и его реализации.

### Критика с бытовой стороны
Подобно тому, как критика технических особенностей постройки была во многом вызвана последствиями неграмотной эксплуатации дома и возникшими в результате мифами о его непрочности, критика бытовых условий стала следствием иной, нежели было задумано архитекторами, практикой заселения. Часть квартир уплотнили и превратили, несмотря на их небольшую площадь, в коммунальные, когда одной из семей приходилось жить в общей комнате, а другой — в спальне, что не было предусмотрено замыслом коммунального дома, рассчитанного, согласно замыслу, на баланс уединения в небольшом пространстве квартиры и коммуникации в общественных пространствах галерей и столовой.
Кроме того, «довольно быстро выяснилось, что номенклатурная элита не готова жить по утопическим заветам Гинзбурга». По данным Виктора Бухли, в предвоенные годы почти половина домохозяйств (семей) дома Наркомфина содержала домработницу и не показывала желания социализироваться.
Столовая в коммунальном корпусе не заработала как общественное пространство, хотя долгое время в ней готовили еду на вынос, чем активно пользовались жители дома. После закрытия столовой двусветные залы коммунального корпуса были приспособлены вначале под типографию, а в дальнейшем — под конструкторское бюро.
Идущую вдоль нижнего коридора галерею, предназначенную для встреч и общения, быстро превратили в места для сушки белья, позднее — в индивидуальные кладовки; терраса с садом на крыше не была достроена (?).
Успешно функционировали только два коммунальных хозяйственно-бытовых учреждения: прачечная в отдельном малом корпусе ближе к Садовому кольцу и детский сад в коммунальном корпусе. Но и они во время войны были закрыты.

Авторы монографии советского периода (1986), посвящённой Дому Наркомфина, подводя итоги, писали, что «эксперимент с организацией новых форм ведения социально-бытового хозяйства для начала 1930-х годов был преждевременным и оказался несостоятельным», однако оценивая «несостоятельность» эксперимента необходимо учитывать, что в начале 1930-х он был прекращён в связи со сменой вектора социально-политического развития страны, вследствие которого эксперименты с жильем нового типа потеряли актуальность в глазах партии и правительства, будучи вытеснены репрезентативными проектами и промышленными проектами, связанными с усилением РККА для подготовки к войне.   
Английский историк материальной культуры Виктор Бачли в своей работе 1999 года писал, что «утопизм и стремление к реформированию повседневной жизни, положенные в основу проекта дома Наркомфина, впали в немилость практически сразу по его завершении. С началом пятилетки и консолидации власти Сталиным заложенные в проект идеи коллективизма и феминизма были отвергнуты как левацкие и троцкистские».
По словам современного автора, искусствоведа, проживавшего в доме Наркомфина, «местные жители, владельцы ячеек, наследники номенклатурных работников, Моисея Гинзбурга люто ненавидели за его отрицание быта»—к чему необходимо заметить, что исходя из текста книги «Жилище» 1934 года, М.Я. Гинзбург быта не отрицал, но стремился наладить его в комфортном современном ключе, обеспечив жителей дома сервисом, необходимым для работы и досуга.

## История эксплуатации

### Развитие городского окружения
В 1933—1935 году на территории, первоначально предназначавшейся для детского сада и яслей жилого комплекса (вдоль его южной границы), по проекту архитектора Сергея Леонтовича был построен жилой дом работников Совнаркома (дом 25, корп. 10), композиционно никак не связанный с комплексом, в классическом стиле по проекту архитектора Леонтовича. Второй дом СНК был отчётливо «буржуазным», состоящим из роскошных отдельных D-ячеек, предназначенных для размещения нуклеарных семей, с большими отдельными кухнями.
В итоге сохранение усадебных построек по линии Новинского бульвара, а также строительство в границах первоначально отведённого участка ещё одного жилого дома, чужеродного комплексу, не позволило полностью осуществить авторский замысел по организации пространства. К 1934 году комплекс начал утрачивать композиционную целостность. Изменения коснулись парка между жилым и общественным корпусами и прачечной. В 1937 году были пересажены деревья с Новинского бульвара, что нарушило визуальные связи элементов композиции. Застройка «пространства первого этажа» прачечной исключила возможность прохода через её объём на территорию комплекса. Вместе с тем фото немецкой аэросъёмки 1941 года показывает, что диагональная дорожка парка от прачечной до сочленения обоих корпусов Наркомфина сохранилась.
Не были построены: детский сад и ясли, жилой корпус второй очереди (авторы проекта архитекторы М. Я. Гинзбург и Г. А. Зунблат) и комплекс служебного дворика, объединяющего гараж для жильцов, прачечную, котельную. Сооружена была лишь прачечная, использовавшаяся жильцами лишь в первые годы, а после войны перешедшая в ведомственное подчинение.
К началу 1940-х годов участок вдоль северной границы территории жилого комплекса (за дворовым фасадом корпуса прачечной во всю его длину, и в глубину двора вплоть до дома Наркомфина с его восточной, северной и частично с западной сторон) был выделен под ведомственный гараж СНК РСФСР, позднее Совмина РСФСР, его территория площадью около гектара была покрыта асфальтом, гараж обнесён забором, а парк за домом с видом на Москва-реку был ликвидирован. Гараж просуществовал до 1965 года. В начале 1950-х годов в непосредственной близости от дома Наркомфина была возведена одна из сталинских высоток — жилой дом на Кудринской площади, ставшая архитектурной доминантой Краснопресненского района.

### Перестройки
С середины 1930-х годов дом № 25, корп. 1 стоял на балансе Совета народных комиссаров, с 1946 года — Совета Министров РСФСР вплоть до начала 1960-х годов. В 1961 году снят с баланса Совета Министров РСФСР и передан в общегородское подчинение (в ЖЭК-6). Коммунальный блок остался на балансе Совмина РСФСР и выполнял функцию типографии.
В процессе строительства в выходящем на кровлю объёме, предназначенном для вентиляционной камеры, разместилась двухуровневая квартира-«пентхаус» министра финансов Николая Милютина, спроектированная им для своей семьи с согласия М. Гинзбурга.
Поскольку отдельно стоящее здание детского сада и яслей не было построено, значительную часть коммунального корпуса отдали под детский сад. Из предусмотренных замыслом общественных функций этого корпуса в 1930-е годы в полную силу заработала только кухня. Столовая работала вполсилы, поскольку жильцы предпочитали брать обеды на дом. Через некоторое время общественное питание перестало удовлетворять основную массу жильцов, и кухня стала нерентабельной. Вслед за этим изменилось и назначение двухсветных залов. Они были приспособлены вначале под типографию, а в дальнейшем — под конструкторское бюро.
Идущую вдоль нижнего коридора галерею, предназначенную для встреч и общения, жильцы коммунальных квартир постепенно превратили в индивидуальные кладовки. В 1930-е годы северная торцевая часть галереи второго этажа заложена с образованием дополнительного помещения. В ячейках К — в процессе превращения их в коммунальные — парапеты галерей верхних уровней повсеместно были заложены в 1930-е и 1940-е годы, на узких площадках галерей образованы дополнительные кухни, тем самым визуально просторный характер квартир был сильно изуродован. Совмещённые санузлы квартир типов К и 2F повсеместно были переоборудованы в раздельные установкой дополнительных перегородок за счёт уменьшении площади ванных комнат.
К 1936 году ввиду острого дефицита жилья пролёты между столбами-опорами первого этажа были застроены, здесь были размещены дополнительные шесть квартир (сверх пятидесяти проектных) с частичным заглублением их в цоколь, в общий тамбур которых (на две квартиры) с улицы можно было попасть спуском по четырём ступенькам вниз. По планировке трёхкомнатные квартиры принципиально отличалась от имевшихся в доме. Включали три жилые комнаты, и отдельные кухню, ванную комнату и туалет. Бачли называет их вполне сталинскими квартирами.
После репрессий 1937—1938 годов небольшие комнаты-квартиры №№ 13, 16, 45, 47 и большая квартира 43 семьи репрессированного Д. З. Лебедя (стала коммунальной кухней) исчезают из реестров домохозяйств дома Наркомфина и, как следует из поэтажных планов, приведённых в монографиях Крамера и Бачли, в сопредельных с большими квартирами стенах были сделаны проходы, а сами комнаты таким образом были включены в их состав (№№ 13, 16, 45 и 47).
К началу 1990-х годов из двадцати четырёх ячеек F сохранили оригинальную планировку лишь четыре ячейки-квартиры, в которых дифференциация пространства обеспечивалась занавесками — практика, отвечавшая первоначальным замыслам архитекторов. В остальных квартирах этого типа была выполнена сегментация объёма посредством возведения стены с дверью, чем обеспечивалось создание полностью изолированной спальной комнаты.
После войны в северной части цокольного этажа было организовано служебное общежитие (до войны это была отдельная квартира на одну семью, глава которой, научный консультант Совета народных комиссаров, был репрессирован в 1937 году, а на освободившуюся площадь вселились уже три семьи), третье в доме. Служебное помещение было также пристроено к южному фасаду, надстроен коммунальный корпус. В 1959 году со стороны западного фасада дома пристроена лифтовая шахта, соединённая переходами с основной лестницей и примыкающая вплотную к вытяжной трубе котельной.
Практически все трёхкомнатные квартиры нижних этажей превратились в коммунальные, к чему не были приспособлены; минимальные размеры кухонь и санузлов приводили к скандалам. Минимальная ширина лестницы с двумя поворотами, соединяющей оба яруса трёхкомнатных квартир, не позволяла поднимать по ней габаритную мебель, набиравшую популярность к началу 1960-х годов. По ней было невозможно спустить с верхнего яруса (где располагались спальни) гроб с телом умершего, и покойника приходилось выносить на руках.
Как пишет в своих воспоминаниях о Доме Наркомфина Екатерина Милютина, «квартиры для одиночек заселили семьями, семейные сделали коммунальными. Вместо закрытой столовой (коммунальный корпус) на пятом этаже сделали коммунальную кухню с рядами плит и корыт. Детский сад закрыли, коммунальный корпус превратился в типографию. Прачечная сохранилась, но она постепенно перестала обслуживать жильцов. В конце концов дом передали в ЖЭК, покрасили немыслимой жёлтой краской и перестали ремонтировать».
По состоянию на начало 1960-х годов в доме насчитывалось 58 квартир со 178 жителями.

### Причины ветхости дома
За все годы существования дома не было выполнено ни одного капитального ремонта. В конце 1970-х власти Москвы собирались сделать капремонт, для чего выселили тридцать квартир, но так ничего и не предприняли. Процесс расселения возобновился в конце 1980-х годов, однако по состоянию на начало 2008 года там проживало около 15 семей (в реальности одиночек). Отсутствие капитального ремонта привело к тому, что дом очень сильно обветшал, его состояние долгое время оценивалось экспертами как «критическое». В 2006 году дом Наркомфина был включён в список памятников мировой культуры, находящихся под угрозой исчезновения Всемирного фонда памятников. С 2010 года часть пустых квартир сдана в аренду под мастерские либо жилые помещения, которые в основном заняла «творческая молодёжь», небезразличная к архитектурному шедевру.
Отсутствие капитального ремонта дома (помимо окраски фасадов) объясняется тем, что дом оказался неремонтопригодным — после войны 1941—1945 годов в архивах не оказалось детальных чертежей здания, а равным образом и чертежей коммуникаций водоснабжения, канализации и вентиляции. Как сообщает Е. Б. Овсянникова (2015), «чертежи, чудесным образом, были обнаружены в цюрихском архиве Ле Корбюзье». Фиксационные чертежи здания также нашлись в 2012 году в семейном архиве А. Гинзбурга.
Долгое время в публичном пространстве отсутствовала как информация о причинах бедственного положения дома Наркомфина, так и о не решавшейся на протяжении десятилетий ситуации вокруг него. Причина оказалась простой — отношение московских властей к эпохе авангарда. Градоначальник Юрий Лужков считал себя его идейным противником. Он не уставал повторять, что это вредная и ошибочная архитектура. Западные, но не российские средства информации цитировали фрагмент выступления Лужкова на открытии ТЦ «Новинский пассаж», состоявшемся 8 апреля 2004 года: «Какая радость, что в нашем городе появляются такие замечательные торговые центры, не то, что этот мусор», — сказал Лужков, указывая в направлении Наркомфина.

## Новейшая история дома и реставрация

### Нереализованные проекты реставрации / 1980-е — 2014

###### Первый проект / конец 1980-х годов
С 1985 года сын Моисея Гинзбурга, архитектор Владимир Гинзбург стал предпринимать попытки привлечь внимание к судьбе Дома Наркомфина. За более чем 40 лет существования дома в советский период ремонтные работы в нем не проводили, но были сделаны некоторые пристройки и искажения; в частности, был застроен первый этаж. В 1980-е дом разрушался без должной эксплуатации, но сохранял значительный объем подлинных элементов и его состояние было в целом удовлетворительным.
В 1986 году Владимир Гинзбург совместно с Никитой Кострикиным разработал, по заданию Союза архитекторов СССР, первый проект реставрации дома Наркомфина. Тогда предполагалось, что квартиры в нем будут предоставлять архитекторам. Проект не был реализован из-за изменений экономической и политической ситуации в стране.

###### Второй проект / 1990-е годы
Второй проект разработан Владимиром Гинзбургом совместно с его сыном Алексеем, внуком Моисея Гинзбурга, по заказу американского инвестора в 1995–1996 годах. Планировалась комплексная реставрация дома и реализация не осуществленной, но задуманной в 1930 году второй очереди в целях окупаемости проекта. Права на реализацию второй очереди получить не удалось и инвестор вышел из проекта. В 1998 году второй проект реставрации дома Наркомфина получил 1-ю премию Международного фестиваля «Зодчество» в категории «Проект».

###### Третий проект / начало 2000-х / апарт-отель
В начале 2000-х годов в мастерской Алексея Гинзбурга по заказу нового инвестора, выкупившего после приватизации значительную часть квартир в доме Наркомфина, был разработан третий проект реставрации здания и его приспособления под апарт-отель. В дальнейшем планы инвестора начали корректироваться в сторону гостиницы с рестораном на месте квартиры наркома Милютина. Работы не были начаты.
На протяжении 2000-х – начала 2010-х многие квартиры в Доме Наркомфина в основном сдавались в аренду, их многократно ремонтировали, что способствовало уничтожению оставшихся подлинных элементов памятника.

###### Эскизный проект / 2014
В 2014 появился еще один эскизный проект реставрации, разработанный Kleinewelt Architekten по заказу Группы «Коперник».

### Реализованный проект реставрации / 2016—2020
В 2016 году девелоперской компанией «Лига прав» были выкуплены все помещения комплекса, что дало возможность начать работы по спасению дома, его полноценному научному исследованию и реставрации. Проект реставрации и приспособления здания с восстановлением жилой и общественной функций, разработанный под руководством Алексея Гинзбурга в его бюро Ginzburg Architects, был утвержден в том же 2016 году. Реставрация началась в 2017 году и осуществлялась на основе большого объема данных: на описании архитектурных решений в книге Моисея Гинзбурга «Жилище» 1934 года, подробных чертежах конструкций дома [архив ЦГА НТД. Ф. 2. Оп. 1. Т. 11. Д. 10024] и фотографиях, как зафиксировавших процесс строительства 1930-х гг., так и более поздних.
Результаты исследования и реставрации опубликованы.
Автор реставрации Алексей Гинзбург описывает методику, выработанную для дома Наркомфина, как трехчастную. Во-первых, каждый элемент дома рассматривали отдельно, выявляя первоначальные фрагменты, определяя их функцию и сопоставляя их с чертежами для выяснения степень точности реализации отдельных частей проекта в натуре. Во-вторых, для утраченных элементов изготовили реплики по исторической технологии, но отделив их визуально от подлинных: «…без воссоздания по оригинальным чертежам некоторого числа утраченных элементов изначальный замысел был бы искажен», — поясняют свою позицию авторы проекта реставрации.
И наконец, новые элементы, необходимые для функционирования дома в современных условиях, не стилизовали под 1930-е годы, а выбирали для них нейтральные современные решения. Часть внедренных современных решений была необходима для функционирования здания как комфортного жилого дома: в числе них лифт, стеклопакеты и добавленная к межквартирным стенам звукоизоляция. Другая часть технологичных решений, таких как система «умного дома», позволяющая управлять домофоном, настройками освещения и шторами в квартирах, авторы проекта приспособления характеризуют как продолжающие и развивающие инновационные поиски Моисея Гинзбурга.
Алексей Гинзбург: 

«Пять лет [реставрации] нельзя назвать легкими, продолжилась борьба за то чтобы дом [Наркомфина] сохранил свою подлинность и дух времени, остался памятником своей эпохи и стал бы примером консервации и научной реставрации объектов культурного наследия этого периода. За эти пять лет мы узнали о Доме Наркомфина больше, чем за все предыдущие годы». 

###### Реставрация объемно-пространственного решения и фасадов
Важным результатом реставрации стала расчистка застроенных в 1960-е годы колонн первого этажа и понижение уровня рельефа под домом и вокруг него до исторического, то есть приблизительно на 50 см. Перед восточным фасадом дома была выстроена подпорная стенка, под домом и вокруг него перенесены, по согласованию с городскими ведомствами, коммуникации, организован сбор дождевой воды и ее сток в ливневую канализацию, что принципиально важно, поскольку участок дома Наркомфина после реставрации оказался расположен ниже всех окружающих площадок. Рельеф перед витражом коммунального корпуса тоже понижен, что позволило восстановить витраж, конструкции которого в нижней части были утрачены, на всю высоту. Между тем поздний подвал, устроенный после войны под землей перед коммунальным корпусом, был сохранен и используется как техническое помещение.
По следам конструкций на потолке архитекторы восстановили уничтоженное при застройке первого этажа полукруглое завершение, повторяющее решение рабочего общежития на крыше, и стеклянную «апсиду» выхода северной лестницы. Исследованиями был обнаружен первоначальный антрацитово-черный цвет колонн. Найденную покраску укрепили грунтом и лазурью; фрагменты новой покраски сделали, в отличие от шершавых исторических, более гладкими. Цвет стен — теплый оттенок белого, приглушенный охрой и сажей, воссоздали по сохранившимся оригинальным фрагментам. Утеплитель, камышит и соломит, использованные в здании первоначально, при реставрации заменили на пенополистирол, разместив его над железобетонными плитами перекрытия, а не под ними. В лифтовой шахте, встроенной в дом в 1960-е годы, разместили современный лифт со входами с двух сторон. Шахту удалось сделать тоньше предшествующей, на плоскости стены шахты был полностью повторен рисунок витража, освещающего северную стену; такой витраж существовал в первоначальном проекте М. Я. Гинзбурга.

###### Реставрация конструкций и кладки стен
Исследования конструкций дома показали, что они реализованы достаточно точно согласно хранящемуся в архиве проекту Сергея Прохорова, а также — прочными и ремонтопригодными. Проверка расчетов Прохорова в программе SCAD показала, что они соответствуют современным, более жестким и требовательным, стандартам надежности и безопасности. Проверка проб бетона, взятых из конструкций дома Наркомина, в свою очередь показала, что его качество соответствует высокому классу: от B15 до B30, бетон устойчив к холоду и пригоден для высокопрочного строительства.
О прочности дома также говорит то, что только 2 из 70 несущих колонн утратили несущую способность из-за неправильной эксплуатации и протечек в южной части подвала. Между тем гибкость несущей системы дома позволила перераспределить нагрузку и избежать непоправимых деформаций. Между тем небольшой, 10 см, крен здания все же произошел из-за суффозии грунтов, строительства на соседних участках, пристройке лифта и прокладки коллектора. Он был исправлен через включение в конструктивную схему дома шахты нового лифта.
Общий объем кладки стен, который потребовал вычинки в ходе реставрации — 5-10 %. Для докомпоновок в утраченных местах был ливневого стока при реставрации использовались восьмищелевые керамзитовые блоки размерами 390 × 190 × 188 мм, почти полностью аналогичные блокам «Крестьянин». Для докопоновки утрат внутренних стен и перегородок реставраторы наладили производство блоков не стройплощадке, в деревянной форме по технологии Сергея Прохорова, из цемента с наполнителем из керамзита мелкой фракции.
Одно из самых значительных повреждений произошло на южном фасаде, где в процессе эксплуатации лопнула труба ливневого стока, размещенная внутри стены. Чтобы избежать проблем с ливневым стоком, при реставрации его провели по лестнице, но трубу в южной стене сохранили, уменьшив нагрузку на нее и дополнив подогревом.
Восточный фасад существенно пострадал из-за заделки в 1950-е — 1960-е годы дренажных щелей, первоначально служивших для отвода воды. Реставраторы отказались от идеи демонтажа железобетонных конструкций, как и от идеи срезать цветочницы и установить на их место новые. Все элементы были перебраны и укреплены на месте с очисткой старой арматуры, добавлением новой и доливкой бетона. Все дренажные отверстия были восстановлены для дополнительной вентиляции, но проблему отвода влаги авторы предлагают решать с помощью пластиковых кашпо со слоем дренажа, убираемых на зиму. По словам авторов, «…цветочницы можно считать первым примером зеленого фасада, поэтому важно, чтобы через некоторое время в них действительно появились живые цветы и трава».

###### Реставрация и замена, дополнение внутренних перегородок
Для замены полностью деформировавшихся фибролитовых внутристенных перегородок использовали газобетонные блоки YTONG размерами 625 × 250 × 75 мм. Слой штукатурки на перегородках уменьшили до 5-10 мм, толщину всей перегородки до 100 мм.
Звукоизоляции в доме Наркомфине первоначально не было. При приспособлении к межквартирным перегородкам добавили слой звукоизолирующего материала толщиной 5 мм.

###### Реставрация окон и витражей
Многие элементы оконных конструкций в 1960-е были заменены на деревянные оконные рамы, а в 2000-е — на пластиковые стеклопакеты. «Гинзбург архитектс» предложили разным компаниям-производителям чертежи сдвижных окон, подробно опубликованные в книге М. Я. Гинзбурга «Жилище», и выбрали три компании, которым и поручили изготовление стеклопакетов с одной внутренней камерой 6 мм, самого тонкого из возможных, рассчитанного на историческую толщину рам 45 мм. Работу координировали, следя за точностью исполнения, так как при длине фасада 100 метров даже небольшое отклонение могло привести к трудноустранимым ошибкам. Деревянная внутренняя часть неподвижных рам была восстановлена, 42 оригинальные подвижные створки сохранены и установлены на места. Стальные ролики и направляющие, не эффективные в условиях загазованности и конденсата, заменили на пластиковые подшипники со встроенными пружинами, разработанные специально для дома Наркомфина.
Подлинные прижимные анкерные пластины, обеспечивавшие очень плотное прилегание створок к рамам, установили, в основном, на 1 и 2 этажах. Не реализованный при строительстве дома, но известный по проекту Моисея Гинзбурга вариант прижимного элемента крепления с втулкой на подшипниках был воссоздан с увеличением размера вала для пары скольжения (такая конструкция более долговечна) и с возможностью регулировки в узлах крепления. Такие элементы установили во всех остальных окнах.
Часть бетонных рам восточного фасада сохранена, часть докомпонована. Бетонные рамы жилых помещений по настоянию девелопера из-за опасения промерзания были заменены на визуально аналогичные деревянные. Также заменены деформированные вследствие вставки стеклопакетов в 2000-е, бетонные балки западного фасада: их заменили на комбинацию бетона снаружи клееного бруса внутри. Исследования показали, что рамы витража северной лестницы, считавшиеся деревянными, первоначально были бетонными. Для витража изготовлена бетонная рама.
В процессе эксплуатации двусветных зала коммунального корпуса были разделены на этажи перекрытием, нижняя часть северного витража разобрана и заменена фасадом в окнами, а верхняя часть была существенно корродирована, как поверхностно, так и глубоко. Ради сохранения максимума подлинных элементов реставраторы законсервировали, отчасти докомпоновали и сохранили на месте внутренний контур верхнего витража, а его внешний контур перенесли вниз и поместили там с внутренней стороны. Обе внешние «нитки» не несут нагрузки. Новая конструкция внешнего контура, тонкая, но более прочная, чем первоначальная, из стального профиля AISI 316 — две соединенные «нитки» общей толщиной 33 × 53 мм — спроектировали заново и затем изготовили на заводе в Китае, причем на изготовление потребовался год и 4 тонны стального профиля. Секции витража произвели на Ржевском экспериментальном ремонтно-механическом заводе, где для этого была собрана специальная установка. Новый витраж воспроизводит первоначальную систему крепления стекол к металлической конструкции — ручной замазкой цементно-песчаной смесью с добавлением олифы, окрашенной в темно-серый цвет. Восстановлением витража занимался инженер Игорь Сафронов.

###### Реставрация кровель и парапета
Плиты покрытия утепленной шлаком гольц-цементной кровли дома Наркомфина были армированы и отлиты из бетона с галечным наполнителем. Примерно треть плит оказались в разной степени сохранными, их докомпоновали и дополнили новыми, выполненными по той же технологии, но чуть более светлого оттенка, смешав в произвольном порядке. По авторским чертежам М. Я. Гинзбурга и сохранившимся фрагментам восстановили деревянную облицовку вентиляционных шахт, скамейки вокруг них и стеклянные козырьки в металлических рамах над входами в дом и выходами на кровлю. Восстановлена солнцезащитная пергола над солярием и металлическая винтовая лестница в солярий. Пергола на кровле коммунального корпуса, частично сохранившаяся внутри поздней надстройки, отреставрирована и докомпонована, новые фрагменты отделены тонкими швами.
На бетонном парапете, который обходит здание по периметру, под слоем кровельного железа и досок были обнаружены пазы креплений ограждения из металлических поручней. Поручни восстановлены по проектным чертежам. От полного восстановления подобного же металлического элемента между 3 и 4 этажом на западном фасаде, предположительно использовавшегося как опора солнцезащитной конструкции, реставраторы отказались, поскольку не было обнаружено место его крепления.

###### Реставрация и приспособление интерьеров
Работами по восстановлению деревянных дверей и изготовлению встроенной мебели руководил Владимир Якушкин. Отреставрированные двери установили во внешнем контуре, их точные копии, выполненные с соблюдением исторических технологических процессов — во внутреннем. Не сохранившиеся двери входов в корпуса воспроизвели из дуба по фотографиям. Деревянные поручни лестниц демонтировали, очистили песком малой фракции под низким давлением, докомпоновали историческим методом с использованием нагелей и заглушек, покрыли защитным лаком.
Первоначальные планировки квартир были в значительной части воссозданы с поправкой на ряд корректировок. В больших ячейках типа К кухня-ниша была объединена с гостиной, а ее место занял второй санузел; причиной стал запрет размещать кухни и санузлы друг над другом, содержащийся в современных нормативах. В значительной части квартир спальни во втором ярусе были отделены перегородкой, не предусмотренной проектом М. Я. Гинзбурга. Санузел на входе в ячейки F был заменен на постирочную, а унитаз перенесен в душевую. Кладовые на пятом этаже соединили с несколькими квартирами. В комнатах общежития на верхнем этаже реализовано два гостиничных номера.
В своем подходе к интерьерам квартир авторы называют важным отказ от стилизации под 1930-е годы. Мебель, предложенную Эль Лисицким для дома Наркофина в виде рисунков, но не реализованную, было решено не производить. Авторы также решили отказаться от реализации кухонь-ниш: их чертежи присутствуют в книге «Жилище», но они не были осуществлены в доме Наркомфина, а были реализованы позднее в доме на Гоголевском бульваре. В то же время встроенную мебель, задуманную М. Я. Гинзбургом, в интерьерах квартир активно использовали, в том числе для того, чтобы спрятать современное инженерное оборудование. Мебель реализована в виде встроенных шкафов с белыми лакированными створками. В ячейках F во встроенном шкафу скрыта дополнительная раковина-умывальник. Маскировка технических деталей, прежде всего современных дополнений, стала еще одним принципом работы с интерьерами квартир: так, направляющие и доводчики штор скрыты уступами из гипсокартона.

###### Цвет: исследование и восстановление покрасок
В июле 2018 года реставраторы сделали 340 зондажей для исследования покрасок в основном здании. Данные сопоставили с предыдущими технологическими исследованиями и колористическим паспортом, который был разработан Хиннерком Шепером для коридоров при реализации дома. Был уточнен состав красок: потолки красились клеевыми составами, стены — масляной краской. Подготовительный затирочный слой пропитывали горячей олифой с добавлением скипидара, в некоторых местах поверх подготовки под красочным слоем был нанесен еще и тонкий слой масляной шпатлевки, которую изготавливали вручную на стойплощадке. В других местах на затирку наносили подготовительный слой масляного лака. Согласно предположению реставраторов, такое разнообразие подготовительного состава позволяла экспериментировать с фактурой поверхности. Примененные в составе красок желтые и красные пигменты — в основном минеральные, в качестве добавок использовали кадмий желтый, в холодных оттенках преобладает пигмент кобальт синий, реже использовалась берлинская лазурь. Зеленые — брауншвейгская, в более насыщенных оттенках швейнфуртская зелень. Графит и сажа добавлялись в незначительных количествах в серо-голубые и серо-зеленые оттенки.
В общественных зонах дома цветовое решение восстановлено полностью, в большей части жилых помещений по просьбе девелопера была применена нейтральная покраска теплого белого оттенка того же цвета, что и на фасадах. Однако в 15 жилых ячейках, включая квартиру Милютина, оригинальную покраску восстановили.
В коммунальном корпусе пробы показали 7 красочных слоев поверх изначального, причем 2 новых слоя были выполнены масляной краской. Исследования Юрия Кукса показали, что в первоначальных покрасках стен коммунального корпуса были использованы желатин, казеин и олифа, а синтетические связующие не использовались. Также была применена известково-песчаная штукатурка из пылевидного песка, шлака и гидравлической извести, состав который сейчас утрачен. Включение шлака сделало состав непрочным. В составе новой штукатурки, примененной для реставрации коммунального корпуса, — известь, кварцевый песок (фракции 0,05—0,25 мм) и пуццолановый шлак, в соотношении 1:2:0,1. Штукатурный слой затворен гидрофобизирующим составом на казеиновой основе, марка раствора ~50. Изучением и консервацией подлинных фрагментов покраски интерьеров коммунального корпуса занимались преподаватели Политехнического колледжа № 2 Андрей Романовский, Евгения Зорина, Лариса Янова и их студенты в рамках летней практики.

###### Реставрация полов
Ксилолит, утраченный практически во всех жилых ячейках, в нескольких из них был воссоздан. В других квартирах была использована более поздняя технология, пол был составлен из деревянных брусков 12 х 2.5 см. Решение было вызвано необходимостью разместить под полом слой звукоизоляции (первоначально ни на полу, ни между квартирами в доме Наркомфина звукоизоляции не было). Отстаки ксилолита в коридорах реставраторы были вынуждены демонтировать, его заменили на более современный состав, внешне похожий на ксилолит, но более износостойкий: магнезитовую смесь с кварцевым песком, но без опилок. Сохранено несколько оригинальных фрагментов, визуально отделенных от воссозданной поверхности.
Ксилолитовое покрытие хорошо сохранилось и было законсервировано с использованием того же магнезиево-песчаного состава на полу первого этажа коммунального корпуса, где сохранились также сделанные из ксилолита поручни лестниц (в доме поручни деревянные).

###### Реставрация: издания и награды
Результатом реставрации, которая была завершена в 2020 году, стала консервация сохранившейся подлинной материальной среды здания и воссоздание, по оригинальной технологии, утраченных элементов. В том же году Департаментом культурного наследия города Москвы, осуществлявшим контроль над реставрацией, была издана подробная книга-отчет о всех проделанных работах. Реставрация Наркомфина была отмечена призом конкурса «Московская реставрация» 2021, гран-при фестиваля Архнаследие-2021, гран-при Московской Арт-премии 2021 и премией мэра Москвы за лучший реализованный объект 2021 года в области реставрации.
В 2021 году Музей современного искусства «Гараж» совместно с издательством Strelka Press осуществил переиздание книги архитектора Дома Наркомфина Моисея Гинзбурга «Стиль и эпоха. Проблемы современной архитектуры», а с 2022 года «Гараж» проводит по Дому экскурсии. Помимо этого, для жильцов дома, патронов Музея и владельцев карт GARAGE доступно кафе Дома Наркомфина, а на первом этаже жилого корпуса открылся книжный магазин.

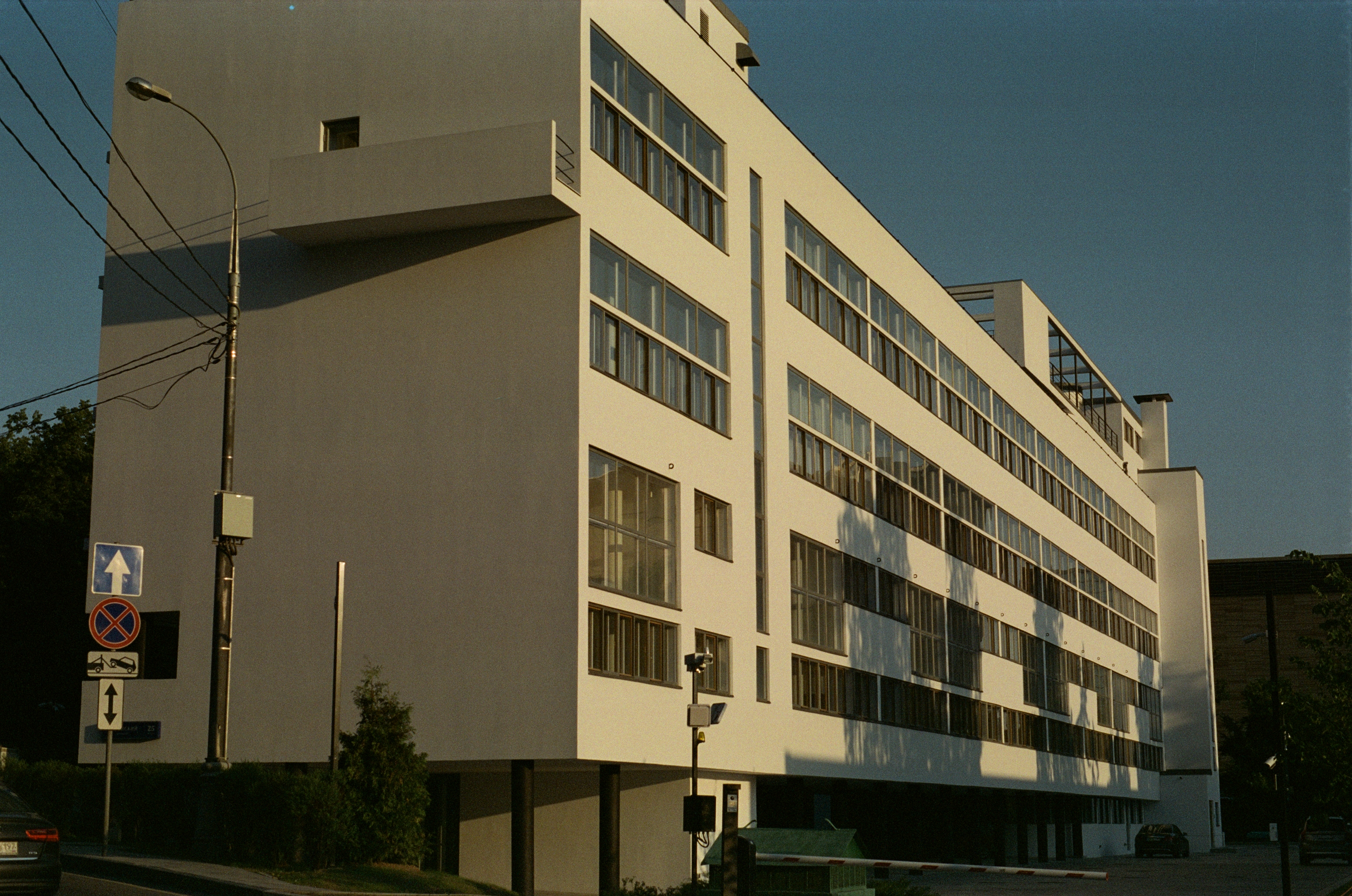
Западный фасад отреставрированного дома Наркомфина, 2020 год

## Значение проекта в исторической перспективе

### Смена приоритетов в Советской России начала 1930-х годов как причина сворачивания эксперимента конструктивистов
Сдача дома Наркомфина (1930) по времени совпала с критическим переломом в судьбе архитектуры в СССР: в 1932 году все профессиональные объединения были распущены, а вместо них был создан Союз архитекторов СССР, призванный определять облик новой советской архитектуры. Конструктивизм и рационализм были заклеймены как „формализм“ и иностранные заимствования, чуждые советскому человеку. В архитектуре был объявлен курс на «освоение классического наследия». Новое градостроительство с 1931 года было ориентировано на создание монументальных городских центров и рассматривало в качестве достойной обсуждения жилой архитектуры только декорировавшие эти центры отдельные дома. В 1932 году дом Наркомфина был подвергнут резкой критике в печати после чего упоминания о „доме работников Наркомфина“ исчезают из публичного пространства. В предисловии к книге «Жилище», изданной в 1934 году, М.Я. Гинзбург оговаривается, что текст написан в 1932, а с тех пор «многое изменилось».

В 1934 году был построен дом на Моховой Ивана Жолтовского, названный на страницах журнала «Архитектура СССР» «гвоздем в гроб конструктивизма». Дом Наркомфина, как и другие дома Секции Стройкома, в истории архитектуры Советской России остались единичным экспериментом.  
По словам С. О. Хан-Магомедова, ни один из социально-бытовых и типологических экспериментов в архитектуре 1920-х годах, ни в домах-коммунах, ни в отличных от них домах переходного типа, не был доведён до конца: «ни в части проверки экономической целесообразности малометражных квартир, ни в части организации коммунального обслуживания жителей домов, ни в части применения новой строительной техники».

### Дом Наркомфина в перспективе развития архитектуры модернизма
Тем не менее, несмотря на то, что в глазах советского руководства эксперименты архитекторов авангарда потеряли акутальность в силу новой правительственной установки, дом Наркомфина, будучи наиболее продуманным, теоретически и конструктивно осмысленным экспериментом ОСА, занял важное место в истории формирования мировой практики модернистского жилья, построенного на новой организации быта и социальных отношений. Такого рода инициативы поддерживал и стимулировал CIAM – Международный конгресс современных архитекторов.
История отношений Ле Корбюзье и конструктивистов ОСА не была простой, однако с начала 1926 года Ле Корбюзье присутствует в списке зарубежных корреспондентов журнала «Современная архитектура». В 1926, когда ОСА занялось пропагандой плоских кровель, в 4-м номере журнала появились комментарии на эту тему архитекторов Бруно Таута, Беренса, Ауда и Ле Корбюзье (Кеннет Фремптон. Современная архитектура. Критический взгляд на историю развития. М., 1990 (перевод по Thames & Hudson, London, 1980, 1985). С. 256. Ле Корбюзье указан в составе редколлегии двух номеров журнала: № 6 за 1928 и № 1 за 1929. Выиграв конкурс на Дом Центросоюза, Ле Корбюзье несколько раз посетил Москву и, в числе прочего, строительную площадку комплекса Наркомфина на последней стадии строительства; он осмотрел дом на Новинском бульваре, общался в Моисеем Гинзбургом и конструктивистами. Результат общения и московских наблюдений Корбюзье отразился в его работах конца 1920-х -- начала 1930-х годов: парижском доме Армии спасения (1929-1931) и Швейцарском павильоне (1929-1933). «Отложенным» результатом стала архитектура послевоенной «Жилой единицы», многие эксперименты которой прямо перекликаются с решениями, ранее апробированными в доме Наркомфина.
Проект дома Наркомфина был известен благодаря публикациям в журнале СА, L’Architecture d’aujourd’hui, кроме того, в 1929 году в парижскую студию на рю де Севр привезли комплект чертежей Дома Наркомфина в масштабе 1:100, где их, в частности, мог видеть Жозеп Серт, также посещавший Москву в 1934 в составе группы каталонских модернистов. Влияние дома Наркомфина можно увидеть в его Сasa Bloc (1932–1937) в Сант Андреу де Паломар (совместно с Батиста Субирана и Торрес Клаве). Влияние советского опыта и дискуссий конца 1920-х годов прослеживается в творчестве Бертольда Любеткина, в частности, в егоHigh Point I в Хайгейте (1933-35) – современной жилой единице с новаторской комбинацией жилых и общественных пространств. В очищенном от идейного подтекста поиска новой типологии массового жилья виде прообраз дома Наркомфина считывается в санатории в  Паймио (Финляндия, Алвар и Айно Аалто, открыт в 1933 г.).
Другой, мотивированный идейно пример, в котором мог сыграть роль прообраз дома Наркомфина—проект Коллективного дома разработанный по инициативе Женского клуба профессионалов для района Алвик в Стокгольме Свеном Маркелиусом. Те же идеи звучат в манифесте радикального функционализма Acceptera; его подписали в 1931 году Гуннар Асплунд, Вольтер Ган, Грегор Паулсон и Свен Маркелиус. Продолжая разрабатывать ту же тему общественного жилья, Маркелиус в 1935 году спроектировал «Коллективный дом» на Джон-Эриксонс-гатве в стокгольмском районе Кунгсхолмен.
Советскими экспериментами была вдохновлена выставка “Kolváros – kolház” («Коллективный город – коллективный дом»), организованная венгерской группой CIAM (Фаркаш Мольнар, Дьёрд Мазиревич, Йожеф Фишер) в 1931 году. Поиски советской архитектуры: выставка Современной архитектуры 1927 года в Москве и дом Наркомфина, нашли отражение в проектах и теоретических дискуссиях архитекторов Чехословацкой республики, в книге Карела Тейге Nejmenší byt, и в его же послевоенной книге "Современная архитектура у Чехословакии", так же как и в проектах J. Gillar, J. Spalek, A. Mullerovà 1930-х годов для окрестностей Праги. К линии, начатой домом Наркомфина, также принадлежат коммунальный дом архитектора Иржи Воженилека и жилой комплекс в Литвинове (В. Хильски и Е. Линхарт); последний был показан в 1947 году на Миланской триеннале и на Международной выставке в Париже, в секции «Жилье и градостроительство».
Дом Наркомфина стал одним из ранних реализованных примеров общественного жилья новой типологии и, благодаря развернутым и теоретически мотивированным авторским публикациям, так же как и известности в кругах лидеров модернизма, он занял значительное место в ряду экспериментов, направленных на поиски многоквартирного жилья нового типа в архитектуре XX века.

## Реальная жизнь в доме Наркомфина
В период отделки здания в нём находилась мастерская М. Я. Гинзбурга (см. фото, автор Владимир Грюнталь). В год завершения строительство дома у Моисея Гинзбурга родился сын Владимир. Затем с 1930 по 1947 год Моисей Гинзбург с семьей жил в доме Наркомфина. 
Алексей Гинзбург: «Отец родился в год завершения дома, в 1930-м, и провел все детство в квартире-ячейке №15, выходящей на южный фасад. Он много рассказывал о том, как они жили, рассказывал про своих друзей, росших по соседству. Я очень остро ощущал атмосферу их предвоенного детства и, наверное, поэтому воспринимал и воспринимаю все связанное с домом Наркомфина как что-то очень личное».
Дом заселялся в 1931 году (одновременно с заселением Дома на набережной, улица Серафимовича, д. 2) представителями советской номенклатуры республиканского уровня — наркомами и заместителями наркомов СНК РСФСР, начальниками главных управлений наркоматов и т. п. Наиболее заметные из них по своему положению занимали квартиры в верхних этажах и в торцах жилого корпуса. Позднее, в 1937—1938 годах, большинство из них было осуждено и расстреляно как «враги народа».
Виктор Бачли, детально исследовавший изменение социального состава дома, приходит к выводу о двух волнах «чистки» 1934-го и 1937—1938 годов, оказавших сильное влияние на состав обитателей дома Наркомфина; и впервые приводит ряд квартир репрессированных жильцов, не вошедших в расстрельные списки «Мемориала», дополняя их. По данным Виктора Бачли, практически по всем типам ячеек/квартир дома Наркомфина отмечены случаи, когда глава семейства, въехавший в освобождённую в результате «чистки» квартиру, впоследствии сам был репрессирован, а на освободившуюся жилплощадь были поселены новые чиновники наркоматов. Сказанное наглядно проявилось для ячеек типа К и ячеек-квартир 2F в торцевых частях дома. При этом автор исследования отметил общую тенденцию последовательного понижения социального статуса новоприбывавших жильцов дома.
По количеству репрессированных жильцов в годы «большого террора» дом Наркомфина (он же 2-й дом СНК), вероятно, сопоставим лишь с 1-м домом СНК (Дом на набережной). Жильцы, поголовно советская номенклатура республиканского уровня, более двадцати квартир были репрессированы (фактически это означает репрессии, как минимум, по каждой второй квартире). Практически все они были расстреляны, но были и отбывавшие срок приговора в ГУЛАГе. И по воспоминаниям Екатерины Милютиной, в конце 1950-х годов в дом ещё наведывались взрослые дети семей, выселенные из дома в 1937 и 1938 годах, желавшие посмотреть на свои квартиры и на тех, кто в них теперь живёт.
Исследовавший «миграцию» обитателей дома Виктор Бачли сообщает о регистрации по всем типам квартир дома Наркомфина замещения выбывших в результате репрессий семей чинами НКВД, как по отдельным квартирам, так и по комнатам в больших коммунальных квартирах. Все годы существования СССР информация о проживавших в той ли иной квартире жильцах, а равным образом, и данные о том, куда делись все эти люди, носили характер государственной тайны, и задавать такие вопросы было не принято. Несмотря на проживание в доме известных партийных и советских деятелей (элите большевиков по В. Бачли) на доме Наркомфина никогда не было установлено никаких памятных знаков, как и не возникало самой постановки вопроса о сохранения такой памяти, видимо, потому, что жизнь большинства указанных деятелей трагически закончилась на Бутовском полигоне.

### Известные жители
- Антонов-Овсеенко Владимир Александрович, кв. 48 — нарком юстиции РСФСР, с женой Софьей Ивановной Левиной. Расстрелян 10.02.1938 года, жена расстреляна 08.02.1938 года.
- Бган Ольга Павловна, кв. ? — актриса театра и кино.
- Бухарцев Дмитрий Павлович, кв. 29 — кандидат экономических наук, корреспондент газеты «Известия» в Германии в 1934—1936 годах, сотрудник ОГПУ-НКВД[104]; расстрелян 03.06.1937 года.
- Вишневский Александр Александрович, кв. 35 (5 этаж) — доктор медицинских наук (1936), позднее главный хирург Советской армии.
- Воскресенский Кирилл Александрович, кв. ? — учёный-биолог, основатель Беломорской биологической станции (1938).
- Гинзбург Моисей Яковлевич, кв. 15 — автор архитектурного решения дома Наркомфина, 1931—1947.
- Герасимов Иван Семёнович, кв. 51 (7 этаж) — управляющий делами СНК РСФСР; расстрелян 26.10.1937 года.
- Гордеев Михаил Григорьевич, кв. 27 — публицист, коллекционер живописи.
- Гостынский Владимир Викторович, кв. 18 — начальник управления НКФ, ближайший помощник Н. Милютина, с семьёй.
- Гуревич Моисей Григорьевич, кв. 41 — заместитель наркома здравоохранения РСФСР. Расстрелян 26.10.1937 года.
- Гурович, Эдуард Яковлевич, кв. 8 — начальник Восточного центрального управления речного транспорта Наркомата водного транспорта СССР. Расстрелян 08.01.1938 года.
- Дейнека Александр Александрович, кв. 7, позже кв. 35 — советский живописец с женой Серафимой Ивановной Лычевой.
- Жуков Савелий Григорьевич, кв. 11 — заместитель наркома Наркомата Совхозов РСФСР — репрессирован.
- Инсарова (Окорокова) Ольга Фёдоровна, кв. 11 (после Жукова С. Г.) — оперная певица Большого театра.
- Карклин Мартын Мартынович, кв. 44 — председатель ЦК союза работников хозяйственных учреждений. Вдовец, проживал вместе с детьми от первого брака (Искра и Ким) и гражданской женой — членом Верховного Суда РСФСР — Пуре Паулиной Павловной. Арестован 25 декабря 1937 года, расстрелян 11 апреля 1938 года. Дети отправлены в детдом (спецприёмник НКВД) в бывшем Даниловском монастыре. Паулина Павловна арестована в августе 1938 года, сослана[105].
- Карп Сергей Бенедиктович, кв. 47 — председатель Госплана РСФСР. Расстрелян 30.10.1937 года. Жена Сарра Давыдовна Крейндель репрессирована как «член семьи врага народа».
- Келин Пётр Иванович, кв. ? — художник и преподаватель живописи, ближайший друг Н. А. Милютина[106][страница не указана 1300 дней].
- Копылов Николай Васильевич, кв. 12 (4 этаж) — управляющий трестом «Оргэнерго» Наркомата тяжёлой промышленности СССР. Арестован 30.09.1936 г., расстрелян 20.06.1938 года.
- Крыленко Николай Васильевич, кв. 46[107] — нарком юстиции СССР. Арестован, расстрелян 29.07.1938 года.
- Крючков Пётр Петрович, кв. 13 — многолетний секретарь А. М. Горького, к 1937 году директор Музея А. М. Горького, с женой Крючковой Елизаветой Захарьевной. Расстрелян 15.03.1938 года, жена расстреляна 17.09.1938. После ареста семьи Крючковых квартира № 13 перешла к семье Н. А. Семашко.
- Куперман, Абрам Борухович, кв. 35 (после А. А. Вишневского), 7 (после А. А. Дейнеки).
- Лебедь Дмитрий Захарович, кв. 43 (5 этаж) — зам. председателя Совнаркома РСФСР. Расстрелян 30.10.1937 года. Квартира 43 аннулирована, на её месте образована коммунальная кухня.
- Лисицын Николай Васильевич, кв. 50 (7 этаж) — нарком земледелия РСФСР. Расстрелян 22.08.1938 года.
- Милютин Николай Александрович, кв. 49 (7 этаж) — в 1924—1929 годах наркомфин РСФСР, в 1929 году председатель Малого СНК — один из идеологов «новых форм социалистического жилища». Квартира Милютина, спроектированная и построенная им для своей семьи с согласия М. Гинзбурга, находилась на крыше здания, в помещении, запланированном под вентиляционную камеру, оборудование для которой не было закуплено из-за нехватки денег[4]. Двухуровневая квартира — первый в мире «пентхауз»[16].
- Полуян Ян Васильевич, кв. 26 — начальник Главного энергетического управления Наркомата коммунального хозяйства РСФСР, расстрелян 8.10.1937 года.
- Рыскулов Турар Рыскулович, кв. 40 — заместитель председателя СНК РСФСР.
- Семашко Николай Александрович, кв. 14 — бывший нарком здравоохранения РСФСР, с семьёй.
- Соколов Николай Константинович, кв. 42[107] — председатель Правления Госбанка СССР; арестован 21.12.1940 года, расстрелян 30.07.1941 года.
- Соловьёв Владимир Александрович, кв. ? — драматург[108].
- Сулимов Даниил Егорович, кв. 45 — председатель СНК РСФСР. Проживал вместе с женой Сулимовой Е. Н., сыном Владимиром и племянницей Агрипиной Сулимовой. Сулимов был арестован 27.06.1937 года, расстрелян 27.11.1937 года. Спустя 3 недели после его ареста была арестована жена Елена Николаевна, осуждена на 25 лет лагерей, этапирована в Магадан. Сына и племянницу выселили из квартиры.

Контингент живущих был в какой-то мере однородным лишь в первые годы после заселения дома. После чистки 1934-го, арестов 1937—1938 годов и окончания Великой Отечественной войны он существенным образом изменился. В конце 1950-х годов дом был передан в общегородское подчинение, небольшое число номенклатурных жильцов переселилось в благоустроенные квартиры на Ленинском проспекте, а освободившиеся помещения были заполнены работниками коммунальных служб и ЖЭКов.
На 1970-й год в доме насчитывалось более пятнадцати коммунальных квартир. Из 24 квартир типа F коммунальными стали не менее восьми, из 9 квартир типа К коммунальными стали шесть. Заметное освобождение коммунальных квартир первого этажа, как наименее приемлемых, отмечено к 1977 году. А в 1980-е годы оказалась покинутой и большая часть квартир типа F.
В начале 1970-х годов в доме проводились съёмки восьмисерийного телевизионного художественного фильма «Такая короткая долгая жизнь».

### Сноски
1. ↑  «Отныне индивидуальная квартира есть „материальная форма мелкобуржуазной идеологии“. А новый социальный тип жилья, единственно возможный при „реальном учёте экономики страны“, — дом коммуна с „максимальной коллективизацией“ всех бытовых процессов. Семейной жизни в прямом смысле больше не существует, а „научно организованные“ бытовые процессы получают пространственную дифференциацию в соответствии с „классовой установкой“ на „коллективизацию быта“. Тезисы по жилью (приняты на 1-м съезде ОСА).»[28]
2. ↑  «…Поскольку в жилом доме НКФ передо мною была очень узкая задача расселения едва лишь 50 семейств, и всё ещё „семейств“, в известной мере сохраняющих своё индивидуальное хозяйство, — само собой понятно, радикального решения жилого вопроса здесь искать не приходится»[29]
3. ↑  Ludi, Jean-Claude (Жан-Клод Люди) (англ.). www.worldcat.org. Дата обращения: 4 января 2023. Архивировано из оригинала 17 февраля 2022 года.
4. ↑  Образцы эскизов цветового решения интерьеров типовых квартир дома Наркомфина по Шеперу представлены в книге: Е. Овсянникова, Е. Милютина. «Жилой комплекс «Дом Наркомфина» (2015)[54]
5. ↑  Проект дома Наркомфина — продукт утопических мечтаний молодого Советского государства[57].
6. ↑  К лету 1930 года ситуация в советском градостроительстве и жилой архитектуре выглядела парадоксально. Под эгидой правительства РСФСР шло активное проектирование новых городов и новых типов жилья по абсолютно нереальным программам — и в финансовом, и в техническом, и в социальном плане. Не существовало в природе средств, на которые можно было строить «соцгорода», состоящие из многоэтажных домов-коммун. Реальные планы финансирования жилья в первую пятилетку просто-напросто исключали такие проекты. Не существовало строительных материалов, оборудования и квалифицированной рабочей силы, которыми можно было бы обеспечить такие стройки.
Наименьшей проблемой было отсутствие населения, готового отказаться от семейной жизни и воспитания детей в пользу коммунального быта, дабы все силы и время отдавать работе на производстве. Население было уже полностью бесправно, не могло рассчитывать на защиту каких-либо законов и представляло собой просто предельно дешёвую рабочую силу, средство осуществления сталинских планов. Но не существовало и правительственных планов, которые бы включали в себя обеспечение всего населения коммунальными услугами хотя бы на минимальном, но цивилизованном уровне. На это Сталин средств не тратил и тратить не собирался. Цит. по: Д. Хмельницкий. «Архитектор Николай Милютин»[58][59]
7. ↑  Свою квартиру на крыше-террасе жилого корпуса Милютин спроектировал сам уже после возведения основной коробки жилого корпуса. Сравнительно небольшая по размерам квартира общей площадью 52 м² (это значение приводит Е. Милютина), по данным ЕГРН — 98,2 м², производила впечатление просторной. Квартира № 49 двухуровневая и отличается особой пространственной композицией[68].
Как сказано ниже, «Гинзбург никогда не публиковал осуществлённый вариант планов дома и не упоминал о наличии в нём квартиры Милютина». Ни в одном источнике советского периода мы не найдём упоминания ни о пентхаусе Милютина на крыше дома, ни о наличии в доме индивидуально спланированных квартир из 4—5 комнат на семью площадью 110 м², в том числе и в монографии Ивановой и Кацнельсон. Вероятно, имела место приватная договорённость заказчика и архитектора, не вписывавшаяся в аскетические нормы 1920—1930-х годов, а в последующем нежелание показывать реальные бытовые условия советской номенклатуры.
8. ↑  Первые две коммунальные квартиры на базе ячеек типа К появились в 1934 году, когда семья высокопоставленного чиновника выехала в расположенный поблизости более комфортабельный дом СНК архитектора Леонтовича (корпус № 10), а на освободившуюся площадь были поселены сразу три семьи. Семья ещё одной квартиры К в результате чистки покинула квартиру. Всего, по данным Виктора Бачли, в 1930-е годы из девяти квартир типа К, главы шести семей были репрессированы[70].
9. ↑  При строительстве дома горизонтальная (поэтажная) разводка водопроводных труб заливались бетоном межэтажных перекрытий, вероятно, экспромтом без составления соответствующих чертежей. Устранение межэтажных протечек, появившихся к началу 1960-х годов, потребовало вскрытия бетонного пола вдоль предполагаемой «нитки» в пределах ±0,30 м и, в итоге, оказалось трудоёмким и весьма затратным делом. Обычно капитальный ремонт жилого дома проводится через 30 лет после его постройки — в срок, когда критичным становится состояние его коммуникаций (водопроводных труб и канализации) в результате коррозии. Из-за невозможности проведения капитального ремонта в доме Наркомфина, требовавшего проведения изыскательских и реставрационных работ, подрядная организация ограничилась заменой пробковых полов в ванных комнатах, пристройкой внешнего лифта и косметическим ремонтом, и позднее к этому вопросу более не возвращались.
10. ↑  Фрагмент выступления даётся в обратном переводе с англ. — Оригинальный текст (англ.)When opening the neighboring luxury Novinskii Passage mall, former mayor Yuri Luzhov commented: «What a joy that in our city such wonderful, new shopping centers are appearing — not such junk», pointing in the direction of Narkomfin.
11. ↑  Постановление Мосгорисполкома и Моссовета „О типе жилого дома“, принятое 14 июля 1932 года и опубликованное в № 8—9 журнала „Строительство Москвы“, отменяло все принятые ранее на этот счёт решения и объясняло, как должно отныне выглядеть новое жилое строительство: многоэтажные дома с двух-трёх-четырёхкомнатными комфортабельными квартирами, с большими комнатами (до 21 м²), „как правило“, с чёрными лестницами, богато и разнообразно украшенными фасадами. Дома должны стоять на главных улицах и служить их украшению. Совершенно ясно, что это программа строительства не жилья вообще, а только богатых домов для начальства. Чёрные лестницы и комнаты для прислуги — это особенность множества роскошных жилых домов, выстроенных в Москве в 1930—1940-х годах. Никакой другой программы, для обычных людей (того, что пытался разработать Милютин), не было и больше не могло быть. Цит. по Дмитрий Хмельницкий. Архитектор Николай Милютин[89].
12. ↑  Период так называемого «большого террора» обычно определяют рамками август 1937 года — ноябрь 1938 года. В результате специальных массовых операций против «антисоветских элементов», проводимых в этот период, было арестовано около 1,6 млн человек, из них осуждены 1,3 млн, расстреляны около 700 тыс человек. Большим шагом вперёд в изучении темы массовых репрессий за последнее время стало признание их организованной и управляемой Сталиным и Политбюро ЦК ВКП (б) акцией[101]